# Hermannstraße (Berlin-Neukölln)

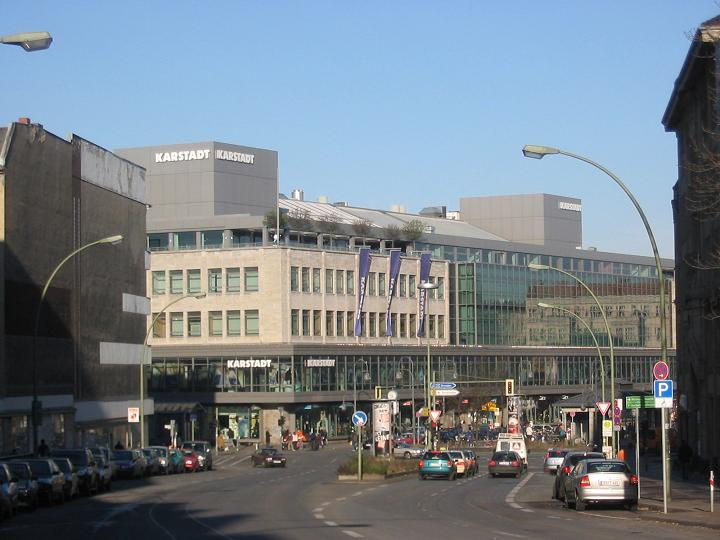
Nördliches Ende der Hermannstraße am Hermannplatz

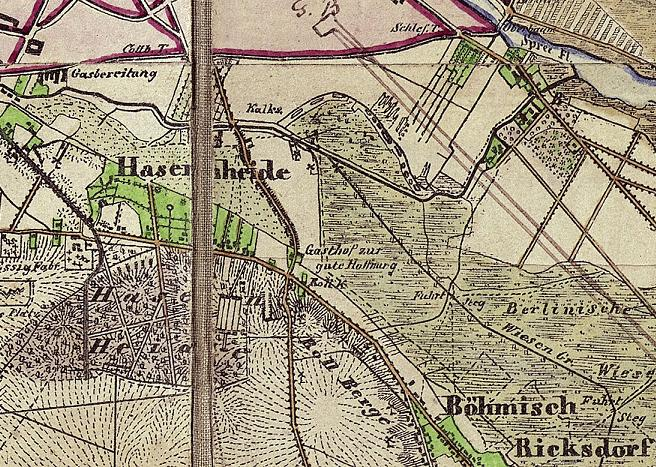
Kreuzung am Rollkrug und Rollberge 1842; die rote Linie oben bezeichnet die damalige Stadtgrenze

Die Hermannstraße führt im Berliner Ortsteil Neukölln vom Hermannplatz rund 2,6 Kilometer in Richtung Süden und setzt sich nach der Ecke Juliusstraße beziehungsweise nach der neuen Autobahnauffahrt des Berliner Stadtrings als Britzer Damm fort. Mit der Weiterführung als Buckower Damm in Richtung Großziethen ist der Straßenzug eine der historischen und größeren Berliner Nord-Süd-Verbindungen. Mehrere Kieze und Kirchhöfe bestimmen das Bild und die Struktur der dicht bebauten Wohn- und Geschäftsstraße. Bei ihrer Anlage um 1900 als bürgerliches Viertel konzipiert, zählen zwei der Kieze zu den sozialen Brennpunkten Berlins.

## Verlauf auf dem Teltowhang
Im ersten Teil verläuft die Hermannstraße – lediglich durch eine kleine Nebenstraße getrennt – parallel zum Volkspark Hasenheide. Auf diesem sanft ansteigenden Teilstück führt sie aus dem Berliner Urstromtal auf den Teltowhang hinauf, einer flachwelligen Hochebene, die sich im Mittel rund 15 Meter über das Niveau des zentralen Berlins erhebt. Der Teltowhang wechselt seine Richtung in der Hasenheide von Ost nach Süd, sodass die Hermannstraße an der Ecke zur Flughafenstraße das Höhenniveau der Teltowplatte erreicht und sich auf ihrem Hang fortsetzt.
Die parallele Neuköllner Magistrale hingegen, die Karl-Marx-Straße, liegt im tieferen Spreetalniveau mit der Folge, dass sämtliche Querverbindungen zwischen den beiden Hauptstraßen abschüssig verlaufen. Besonders anschaulich ablesbar ist diese geologische Gegebenheit an der Rollbergstraße, die vom zubetonierten ehemaligen Rollberg hinunterführt. Das Gefälle ist – für Berliner Verhältnisse – sehr ausgeprägt: die Bewohner der zur Hermannstraße hin gelegenen Rollbergsiedlung pflegten früher die eher einfachen Behausungen dieser Arbeitergegend ironisch als ihre „Chalets in den Rixdorfer Alpen“ zu bezeichnen.
Getrennt durch den Kiez an der Schillerpromenade und durch den Werner-Seelenbinder-Sportpark (ehemals: Sportpark Neukölln) verläuft die Hermannstraße ab Flughafenstraße parallel zum Gelände des Flughafens Tempelhof, der sich südlich an den Volkspark Hasenheide anschließt. In dem Bereich ab U-Bahnhof Leinestraße Richtung Süden passiert die Hermannstraße sechs verschiedene Kirchhöfe, die jeweils als schmale Streifen Richtung Westen zum Flughafen oder Richtung Osten zur Karl-Marx-Straße reichen.
Dabei schließt der St. Thomas-Kirchhof den Schillerpromenadenkiez (kurz: Schillerkiez) bis zum Flughafen für den Autoverkehr ab, was zu einer ähnlichen Insellage des Kiezes wie bei der Schöneberger Roten Insel führt. Noch isolierter liegt der anschließende Warthekiez, dessen Südgrenze der St. Jacobi-Kirchhof bildet. Das folgende Viertel um die Emser Straße, das die Hermannstraße bis zur S-Bahn-Trasse begleitet, liegt vergleichsweise wieder etwas offener.

## Zwei Namenspatrone
Die bis dahin unbenannte Straße erhielt 1859 die Bezeichnung Straße nach Britz. Ab 1875 wurde sie nach und nach von Norden her in Hermannstraße umbenannt und seit 1899 trägt sie auf der gesamten Länge ihren heutigen Namen. Für die Namensgebung gibt es eine offizielle und eine inoffizielle Version.

### Arminius

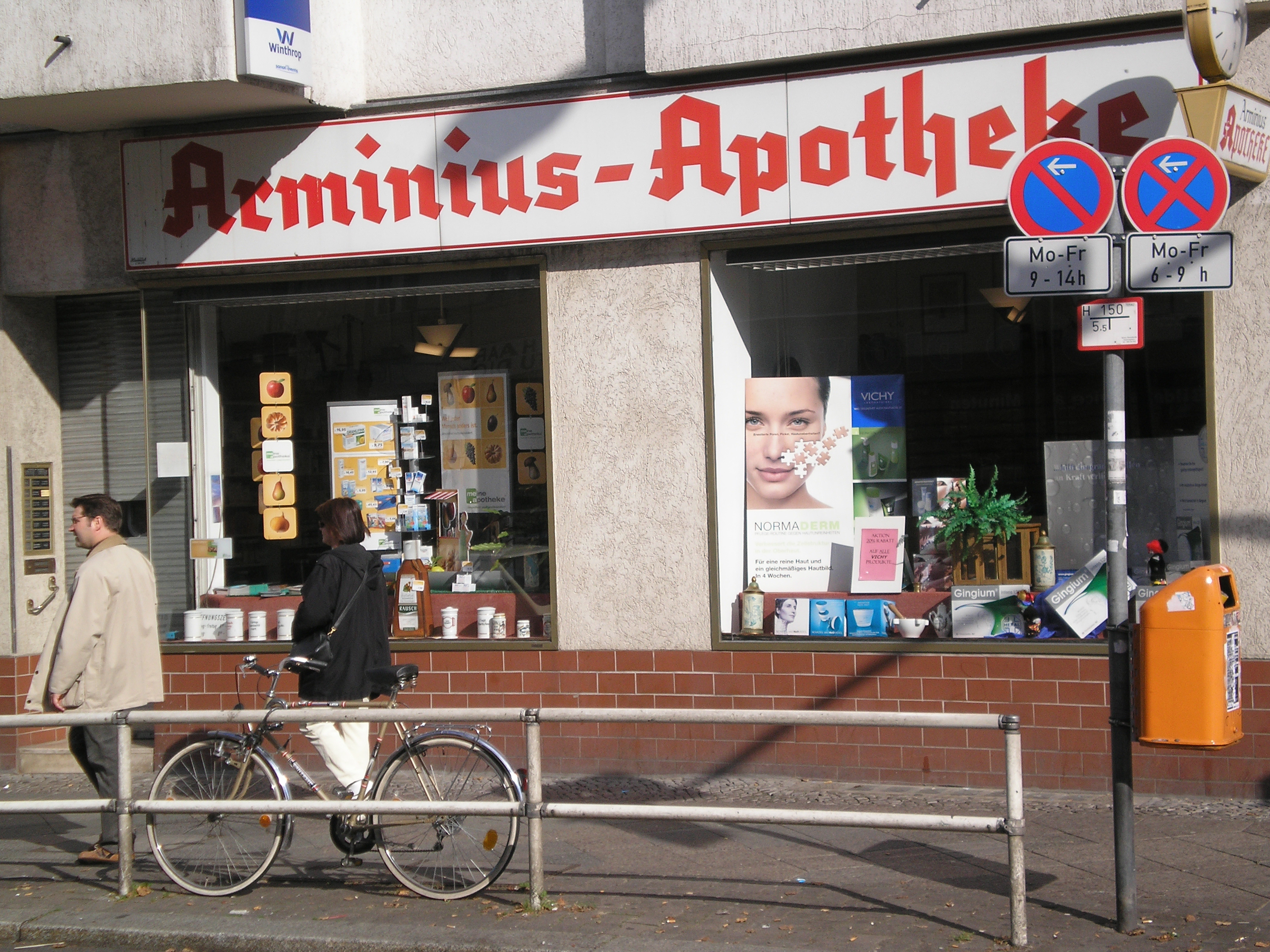
Arminius-Apotheke

Offiziell benannt ist die Straße nach Hermann dem Cherusker, der im von Patriotismus und Nationalismus geprägten Deutschland des 19. Jahrhunderts gebräuchlichen Namensform des Cheruskerfürsten Arminius. Der historische Arminius hatte im Jahr 9 die römischen Legionen unter Varus in der Schlacht im Teutoburger Wald vernichtend geschlagen. Von ihm ist nur die latinisierte Namensform überliefert, die Übertragung mit dem Namen Hermann ist aber wahrscheinlich nicht historisch. Der mythisch verklärte und überhöhte Arminius wurde als Hermann eine wichtige Identifikationsfigur des jungen deutschen Kaiserreichs, wofür das 1875 fertiggestellte Hermannsdenkmal bei Detmold das berühmteste Zeugnis ist.

### Hermann Boddin
Fast die gesamte Kaiserzeit hindurch war die beherrschende Figur der Lokalpolitik Rixdorfs, das ab 1912 Neukölln hieß und 1920 nach Berlin eingemeindet wurde, der Ortsvorsteher und spätere Bürgermeister Hermann Boddin (1844–1907). Eine Seitenstraße der Hermannstraße, die Boddinstraße, ist nach ihm benannt. Darüber hinaus gibt es den Boddinplatz, den U-Bahnhof Boddinstraße, die Hermann-Boddin-Grundschule, ein Ehrengrab auf dem landeseigenen Friedhof Britz sowie eine Gedenktafel. Die patriarchalische Dominanz, mit der Boddin „seine“ Vorstadtgemeinde beherrschte, führte unter den Rixdorfern zu der Mutmaßung, dass die Namensgebung der viel größeren, bedeutenderen Hermannstraße – für deren Ausbau er sich seit seinem Amtsantritt im Jahr 1874 massiv eingesetzt hatte – in ihrer Doppeldeutigkeit von Boddin zumindest nicht ungern gesehen wurde. Meyer-Kronthaler und Kramer teilen dazu mit: „[…] bis heute ist nicht hundertprozentig geklärt, welcher Hermann seither als Namenspatron fungiert. […] Glaubt man den Akten des Bezirksamtes, ist Boddin gemeint, obwohl bereits 1924 ein Dementi auf dem Tisch lag, das Boddins Schwager veröffentlichte.“
Auf Boddins Initiative geht die Umbenennung des als Vergnügungsviertel übel beleumundeten Rixdorfs (Gassenhauer: In Rixdorf ist Musike) zu Neukölln zurück, die Kaiser Wilhelm II. allerdings erst nach dem Tod des Bürgermeisters bewilligte. Die Umbenennung sollte die Anziehungskraft beispielsweise des neuen Viertels an der Schillerpromenade für Besserverdienende erhöhen. Die Baugenehmigung hatte Boddin als Bürgermeister durchgesetzt, das Viertel entstand nicht zuletzt auf seine Initiative – und er soll von diesen Bauten finanziell nicht unwesentlich profitiert haben.

## Geschichte

### Aus der Frühzeit der Hermannstraße

#### Historische Kreuzung am Rollkrug

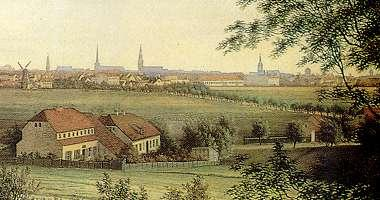
Blick von den Rollbergen auf den Rollkrug am heutigen Hermannplatz, weit vor den Toren des alten Berlin, das im Hintergrund zu sehen ist. Rechts die Dresdener Heerstraße zum Kottbusser Tor, der heutige Kottbusser Damm.
Ausschnitt eines Gemäldes von Wilhelm Barth aus dem Jahr 1834

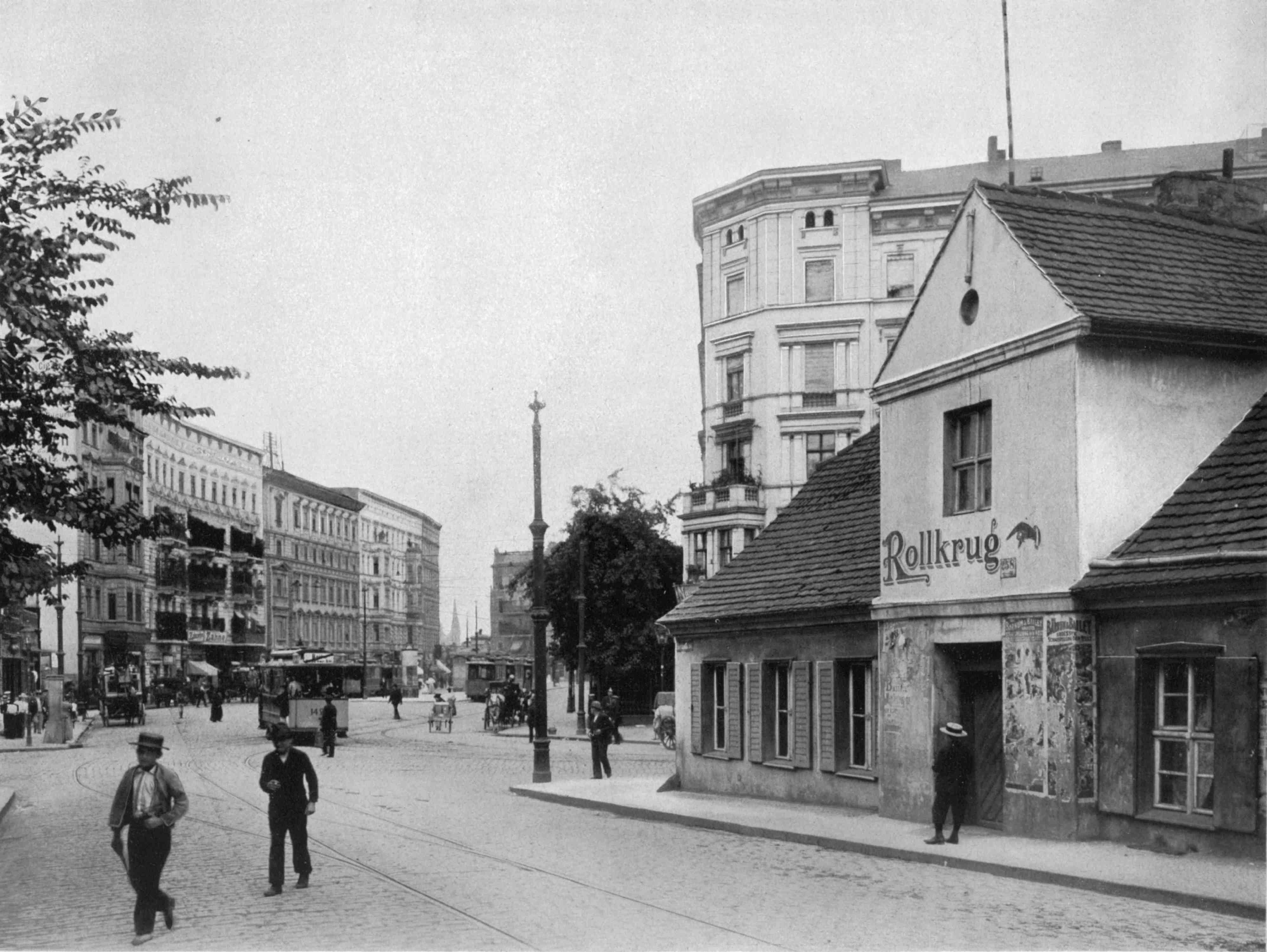
Der Rollkrug um 1900 an der Ecke zum Hermannplatz

Lange bevor die Hermannstraße ihren Namen erhielt, stand an ihrem nördlichen Ausgangspunkt mit dem historischen Rollkrug ihr erstes Gebäude, das sich damals noch weit außerhalb der Berliner Stadtgrenze südlich des Cottbusser Tors befand. Die Pferdewechselstation lag zwischen Bruchländereien und Wiesen an der Wegkreuzung, die den Hermannplatz bildet. Zu dieser Zeit passierte hier zum einen die West-Süd-Ost-Verbindung vom Halleschen Tor über Rixdorf nach Wusterhausen, die durch die Hasenheide und über die Schlächterwiesen zur alten Wusterhausener Chaussee führte. Diese Verbindung ist ab Hermannplatz weitgehend identisch mit der Bundesstraße 179, die 1849 von der Wusterhausen-Lübbener Chausseebau-Aktiengesellschaft als befestigte Kunststraße (Chaussee) erbaut wurde und, ihrem Namen entsprechend, über Wusterhausen bis nach Lübben im Spreewald verlief. Bis zur Berliner Grenze ist dieser Straßenzug dargestellt durch: Hasenheide, Karl-Marx-Straße, Buschkrugallee, Rudower Chaussee, Neuköllner Straße und Waltersdorfer Chaussee. Zum anderen kreuzte die alte Nord-Süd-Verbindung vom Kottbusser Tor nach Mittenwalde, die als Dresdener Heerstraße (heute: Kottbusser Damm) begann und sich im heutigen Straßenzug Hermannstraße, Britzer Damm usw. fortsetzte. Der Rollkrug bestand bis zum Jahr 1907 und wurde nach seinem Abriss durch ein Geschäftshaus ersetzt. In den ersten Jahren beheimatete das Gebäude eines der prominentesten Berliner Kinos.

#### Vier Windmühlen an der Straße
In der zweiten Hälfte des 19. Jahrhunderts standen entlang der Hermannstraße verschiedene Windmühlen. Es gab die Mühle von Hänsche, ferner befand sich an der Ecke zur Leykestraße die Rohleder’sche und nur wenige Schritte weiter südlich gegenüber dem St. Thomas-Kirchhof die Fuhrmann’sche – allesamt Bockwindmühlen. Die einzige Holländermühle der Straße krönte zwischen 1860 und wahrscheinlich 1872 den Rollberg; die Jungfernmühle kam aus Potsdam und wurde dann weiter nach Buckow in die Goldammerstraße 34 umgesetzt, wo sie als einzige erhaltene der ehemaligen Hermannstraßenmühlen noch steht.

#### Hermannshof

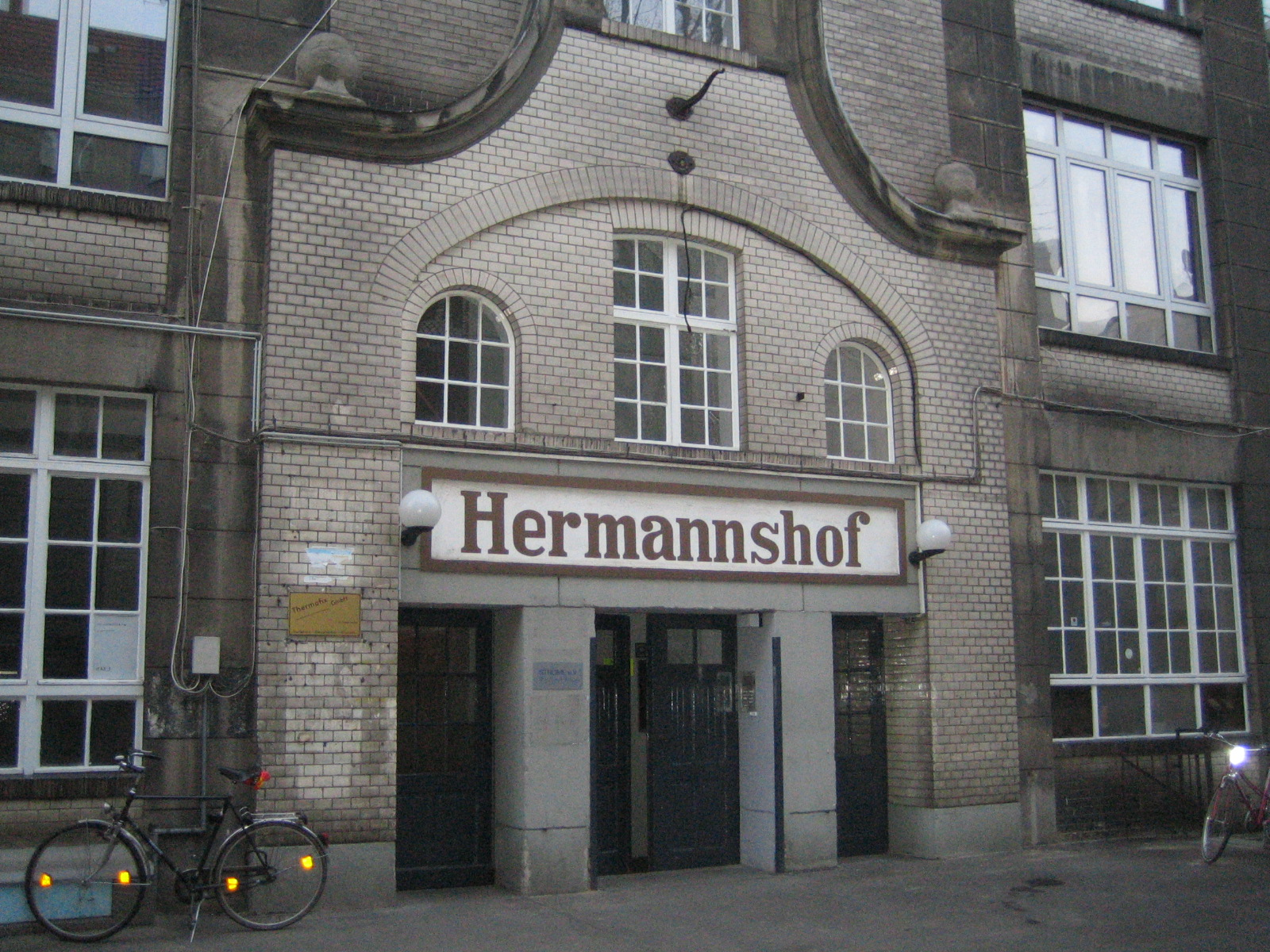
Hermannshof (Portalansicht)

Von 1904 bis 1905 entstand an der Hermannstraße 48 im zweiten Hinterhof der Hermannshof. Dies war nötig geworden, weil es zuvor keine Gewerbehöfe gab, die meisten Anwohner arbeiteten außerhalb des Kiezes. Schon seit seiner Erbauung trägt der Gewerbebau diesen Namen. Im Unterschied zu den für die Zeit typischen Rixdorfer Gewerbe-Hinterhäusern wurde der Hermannshof ebenso bekannt wie der Elisabeth- oder Oranienhof in Kreuzberg, das heißt, er erhielt einen individuellen, auf den Standort bezogenen Namen. Auch äußerlich hebt sich das Fabrikgebäude ab, beispielsweise durch die großen, kleinteilig gegliederten Fenster, die lichterfüllte Räume schaffen. Schmuckformen und Namenszug (noch im Original erhalten) betonen Mittelachse und Portal in einer für Gewerbebauten ungewöhnlichen Weise. Es sind in dem denkmalgeschützten Gebäude Vereine, Wohngemeinschaften und Kunstprojekte untergebracht, es dient nicht mehr als Industriegebäude. Neben dem Hermannshof entstand gleichzeitig der Ottilenhof auf dem Grundstück an der Hermannstraße 56/57, der im Jahr 2000 grundlegend saniert wurde.

### Kirchhöfe und Zwangsarbeiter
Neben der fast ununterbrochenen Wohn- und Geschäftshausreihe bestimmen mehrere Kirchhöfe das Bild der Hermannstraße, in deren Bereich auf engstem Raum eine einzigartige Ansammlung von acht Friedhöfen zu verzeichnen ist.

#### Einmalige Konzentration

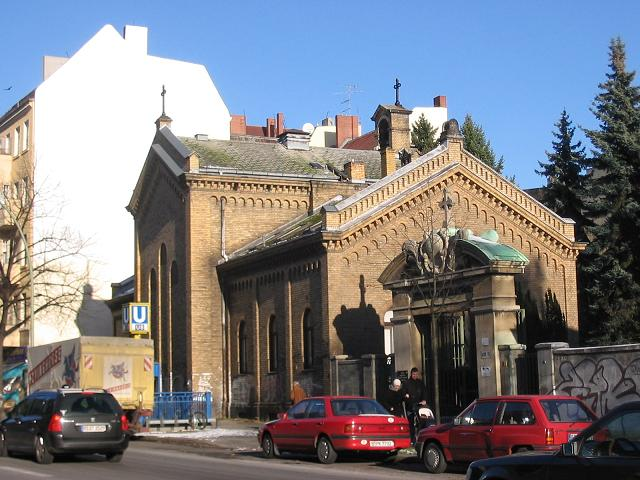
Kirchhof St. Michael, eingezwängt in die Häuserlinie

Die Gründung der Friedhöfe geht überwiegend auf Gemeinden des ehemaligen Stadtteils Luisenstadt zurück. Deshalb befinden sich die Gemeinden nicht in Neukölln, sondern zu einem großen Teil in Kreuzberg. Nach den rasanten Bebauungsmaßnahmen der Gründerzeit (die Einwohnerzahl des alten Berlins, des heutigen Kernbereichs der Stadt, vervierfachte sich von 500.000 im Jahr 1861 auf zwei Millionen 1910) fanden die Berliner Gemeinden in der engen Stadt keinen Platz mehr für ihre Grabstätten und verlegten die Friedhöfe vor die Tore der Stadt. Auf den Feldern und Wiesen vor dem Cottbusser Tor fanden sich freie und preiswerte Flächen, die zudem über die Landstraße Hermannstraße gut zu erreichen waren. Die Kirchhöfe entstanden zu beiden Seiten der Straße, wobei die nach Osten, Richtung Karl-Marx-Straße verlaufenden Anlagen das abschüssige Gefälle der ehemaligen Rollberge aufweisen. Die Hälfte der acht Friedhöfe steht als Gartendenkmale unter Schutz.
Schon vor dem großen Bauboom der Stadt legte die evangelische St. Jacobi-Gemeinde im Jahr 1852 den ersten der Hermannstraßenkirchhöfe in unmittelbarer Nachbarschaft zum Rollkrug an. Dieser einzige Friedhof im unteren ersten Straßenteil liegt im Bereich zur Karl-Marx-Straße. Anders als die schmalen, querliegenden Kirchhofstreifen im mittleren Straßenteil verläuft der Kirchhof für rund einhundert Meter parallel zur Straße und sorgt gegenüber der dichten Häuserreihe des Hermannstraßenkiezes für eine ihrer wenigen grünen und offenen Passagen.
Die Konzentration liegt im mittleren Straßenbereich um den U-Bahnhof Leinestraße. Zwischen der Oker- und der Emser Straße entstanden hier in den 1860er und 1870er Jahren sechs, gleichfalls schmale und senkrecht liegende, Kirchhöfe. Die Straßenfront dieser Begräbnisstätten ist jeweils nur sehr kurz, in die Tiefe erstrecken sie sich dagegen bis über 600 Meter. Alle diese Kirchhöfe zeichnen sich durch eine lange Mittelallee aus, die durch eine unterschiedliche Anzahl von Rondellen und Querwegen aufgelockert wird. Nur im oberen Bereich findet man einige Erbbegräbnisstätten an den Seitenmauern, was auf die Bevölkerungsstruktur zurückzuführen ist. Die Kapellen und Verwaltungsgebäude stehen meist im Bereich des Eingangstores, die Rondelle besitzen gelegentlich Bildwerke, die die Tiefe der Alleen optisch unterbrechen.
Am südlichen Ende der Hermannstraße befindet sich mit dem Emmauskirchhof parallel zum neuen Autobahntunnel ein Friedhof, der gleichfalls senkrecht zur Straße liegt und die Bebauung kaum auflockern kann.

#### Verwirrende Nummerierung der Hermannstraße und uneinheitliche Bezeichnung der Friedhöfe
Mit dem Beginn der Bebauung hatte die Rixdorfer Verwaltung eine Nummerierung der Häuser nach dem Hufeisenprinzip festgelegt. Diese Berliner Nummerierung geht darauf zurück, dass die vom Schlossplatz (im Stadtzentrum) gesehen rechte Seite (in diesem Fall also die westliche) fortlaufende Nummern trägt, dann die Ostseite zurück in umgekehrter Richtung bis zur höchsten Hausnummer. Die Parzellen in der Hermannstraße waren also nicht wechselseitig nach geraden und ungeraden Hausnummern von Straßenseite zu Straßenseite durchgezählt. Die Zählung begann hier mit der Nummer 1 auf der Westseite am Hermannplatz/Hasenheide und reichte bereits in den 1880er Jahren bis zur Nummer 171. Viele freie Parzellen dazwischen waren im Adressbuch als Baustellen ausgewiesen. Die Friedhöfe trugen anfangs die Nummern 73 (Jerusalemer und Neue Kirche), 77 (Jakobi-Gemeinde) und 168. In der folgenden Übersicht wurden sie nach ihrer Lage jeweils von Nord nach Süd sortiert. Dabei ist zu beachten, dass sich die Kirchhöfe des mittleren Bereichs weitgehend und insbesondere die beiden Kirchhöfe der St. Thomas-Gemeinde trotz der vollkommen unterschiedlichen Nummern genau gegenüberliegen.
Im Jahr 1900 reichten die Parzellennummern der Hermannstraße schon bis zur Nummer 258, sie wurden demzufolge mit der zunehmenden Bebauung wieder neu vergeben, die Friedhöfe finden sich nun wie folgt: 79–83 St. Thomas, 84–90 Jerusalemer und Neue Kirche, 99–105 Jacobi-Gemeinde, 129–137 Emmaus-Gemeinde, 186–190 Luisen-Kirchhof und 191–195 St. Michael. Die Bezeichnung der Kirchhöfe bleibt im 21. Jahrhundert in der überkommenen Form. Über dem Eingangsportal befindet sich der alte Schriftzug „Friedhof der St. Michael Gemeinde“, eine Tafel am Portal nennt den Kirchhof „Alter Friedhof der Kath. Gemeinde St. Michael“ und eine historische Tafel 20 m neben dem Portal trägt die Aufschrift „Kirchhof der Katholischen St. Michael Gemeinde“. Die nachfolgende Orientierung entspricht der Namensgebung der jeweiligen Gemeinden.

#### Acht Kirchhöfe im Einzelnen

##### Nördlicher Bereich, ein Kirchhof
Alter Kirchhof der St.-Jacobi-Gemeinde, Hermannstraße 234–253 (Ostseite)/Karl-Marx-Straße 4–10
Im unteren Straßenbereich kurz hinter dem Hermannplatz liegt der Alte Kirchhof der St. Jacobi-Gemeinde. Das Gartendenkmal zwischen Hermannstraße und Karl-Marx-Straße ließ die St.-Jacobi-Gemeinde bereits 1852 anlegen. Es handelt sich um eine weitestgehend geometrische Anlage mit Alleen und Einzelbäumen, vor allem Kastanien und Linden. Schmuckplätze sind auf den 40.908 m² nicht vorhanden.
An der Friedhofsmauer befinden sich Erbbegräbniswände und im Ostteil des Kirchhofes kam später ein Urnenhain hinzu. Die Kapelle baute von 1911 bis 1912 Stadtbaurat Reinhold Kiehl als einen rechteckigen Putzbau im antik römischen Stil. Die Wandflächen erhielten eine Struktur durch Puttenfries und Pilaster. Die Vorhalle ist offen in der Mittelachse gestaltet, daran schließt sich ein rechteckiger Hauptraum mit einer halbkreisförmigen Apsis, toskanischen Säulen an den Seiten und kleineren Pilastern und Pfeilern im Chorbereich an. Die teilweise farbige Fensterung besteht aus Rundbogenfenstern, die mit Blenden abwechseln und darüber liegenden quadratischen Fenstern. Gemeinsam mit dem Verwaltungsgebäude, dem Eingangstor und dem anschließenden Kirchhofsgitter aus metallenen Speeren und toskanischen Säulen sowie einem Kolonnadenteil ist die Kapelle zu einer Baugruppe vereint, die zur gleichen Zeit zur Ausführung kam. Nach seiner teilweisen Zerstörung im Krieg konnte die St. Jacobi-Gemeinde das Ensemble bereits kurz nach Kriegsende wiederherstellen.

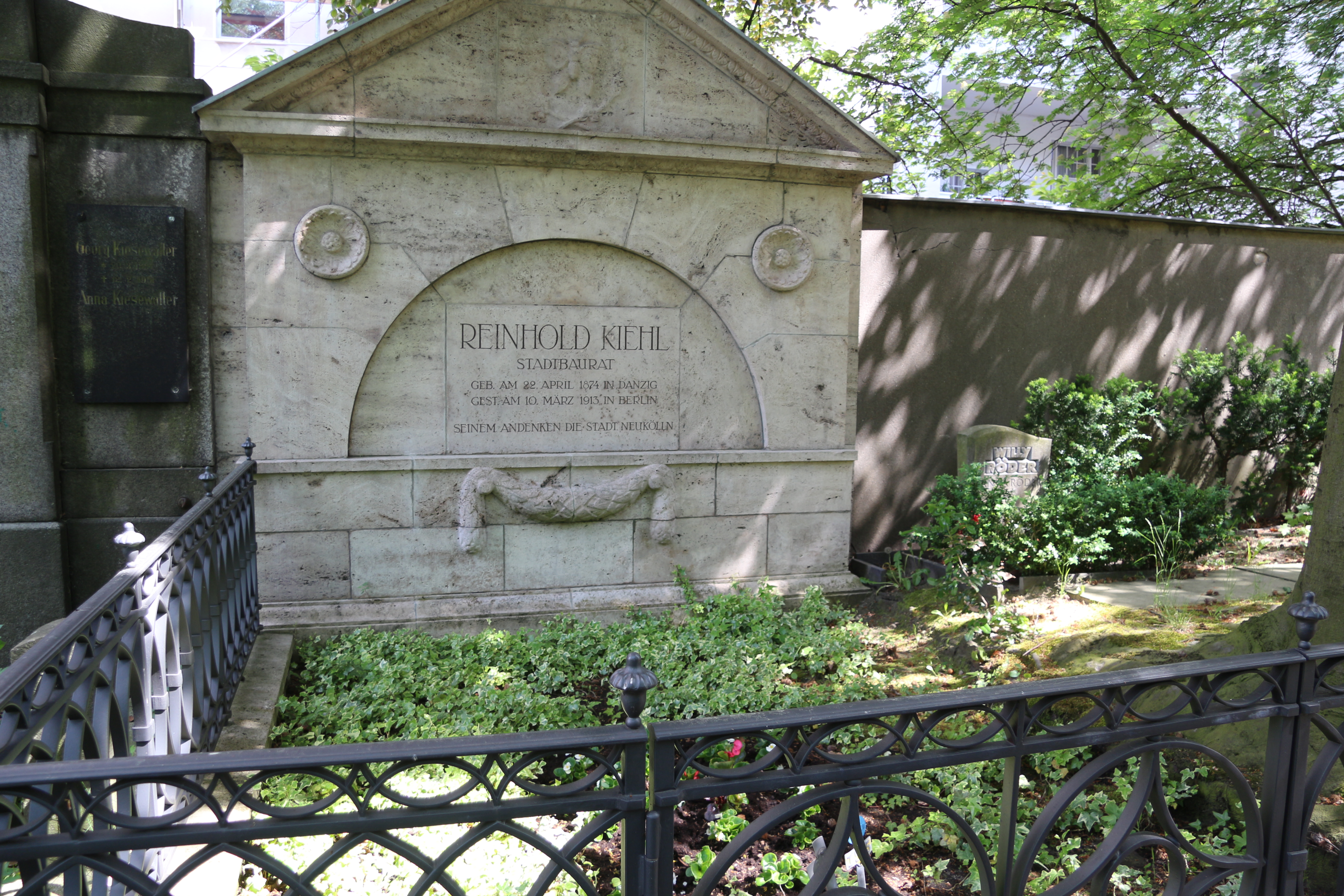
Grab Reinhold Kiehls

Der Stadtrat Reinhold Kiehl, auf den denkmalgeschützte Bauten wie das Rathaus Neukölln und die Königlich-Preußische Baugewerkschule, die spätere Technische Fachhochschule für Bauwesen von 1914 und heutige Carl-Legien-Oberschule in der Leinestraße am Ende der Schillerpromenade zurückgehen, fand hier 1913 seine letzte Ruhestätte; das Grabmal trägt den Schriftzug „Seinem Andenken die Stadt Neukölln“. Neben Hermann Boddin dürfte Kiehl, nach dem das Kiehlufer am Neuköllner Schifffahrtskanal benannt wurde, der bekannteste Lokalpolitiker aus der Rixdorfer Zeit sein.
Der Indologe Albrecht Weber (1825–1901), der Maler und Grafiker Franz Skarbina (1849–1910), ebenso wie der Märchenforscher, Germanist und Volkskundler Johannes Bolte (1858–1937) wurden hier bestattet.

##### Mittlerer Bereich, Ostseite, drei Kirchhöfe
Höhe U-Bahnhof Leinestraße, Reihenfolge in Richtung Süden

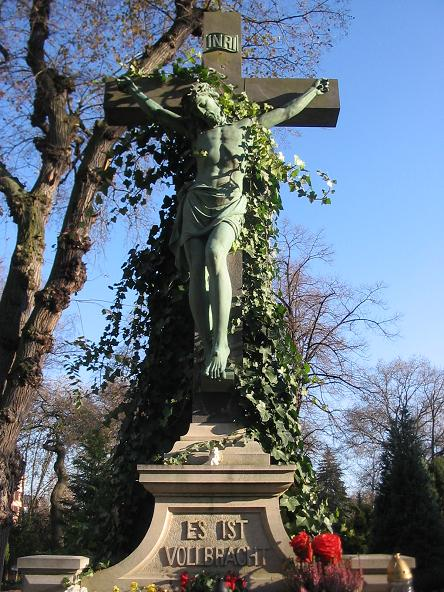
Kirchhof St. Michael, Kruzifix im vorderen Rondell

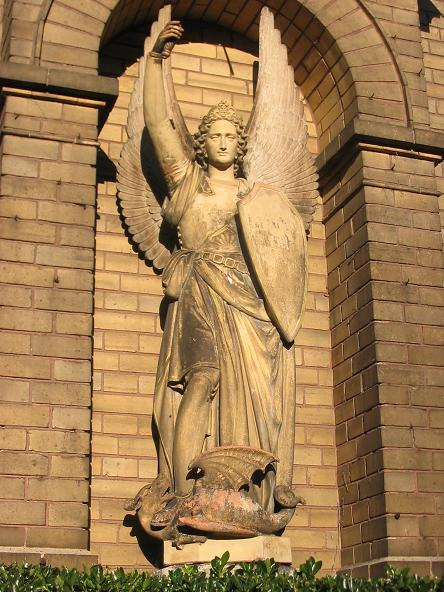
Kirchhof St. Michael, Erzengel Michael

Kirchhof der St.-Michael-Gemeinde, Hermannstraße 191–195 (Ostseite)
Der Kirchhof der St.-Michael-Gemeinde entstand in den Jahren 1863–1895 in mehreren Etappen auf einer Fläche von 21.537 m² geometrisch entlang einer zentralen Allee mit Eichen und Linden sowie drei Rondellen. Im vorderen Rondell steht ein dominantes Kruzifix.
Die Kapelle des Kirchhofs an der Straße von einem unbekannten Architekten im spätromantischen Stil stammt aus dem Jahr 1884. Die Fassade besteht aus gelben Verblendziegeln, wobei die Straßenfront optisch in drei Bereiche geteilt ist. Im Giebel befindet sich ein Glockenträger, darunter ein Christuskopf, angebaut sind eine Leichenhalle sowie ein Verwaltungsgebäude. 1912 erfolgte eine Umgestaltung der Fassade sowie ein weiterer Ausbau der Kapelle, im Zweiten Weltkrieg kam es zu Beschädigungen und 1954 restaurierte Wilhelm Fahlbusch das Gebäude. In einer Nische im Eingangsbereich fällt eine beeindruckende Skulptur des Erzengels Michael in den Blick.
Als Ehrengräber finden sich auf dem Friedhof die Grabstätten der beiden Stadtältesten Alfred Rojek und Richard Schönborn sowie des Schriftstellers und Übersetzers August Scholz.
Neuer Kirchhof der Luisenstadtgemeinde, Hermannstraße 186–190 (Ostseite)
Der Neue Kirchhof der Luisenstadtgemeinde stammt aus dem Jahr 1865. Das 47.996 m² große Gelände besitzt eine Hauptallee, von der mehrere Nebenalleen als Querwege abgehen und ist durch vier Rondelle aufgelockert. Die Bepflanzung besteht hauptsächlich aus Linden.
Die Kapelle aus den Jahren 1958/1959 ist ein Werk der Architekten Paul und Jürgen Emmerich. Es handelt sich um einen Bau mit rechteckiger Grundfläche und einem Pultdach, der mit Klinkersteinen und Rauputz gestaltet ist, die Stirnfläche ist verglast. Die Vorhalle besitzt auf den Seitenwänden Putzschnittdarstellungen. Das Gebäude wird als Leichenhalle genutzt.
Kirchhof der St.-Thomas-Gemeinde I, Hermannstraße 179–185 (Ostseite)

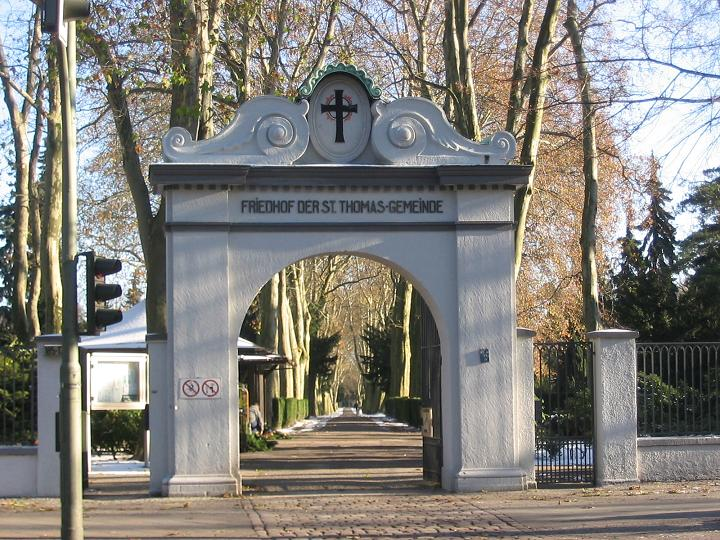
St. Thomas-Kirchhof am U-Bahnhof Leinestraße

Der erste (auch: Alte) Kirchhof der St. Thomas-Gemeinde entstand 1865. Das Gartendenkmal ist 51.993 m² groß und wie alle anderen Kirchhöfe geometrisch angelegt. Das Zentrum bildet eine Platanenallee mit vier Rondellen und vier Queralleen, die von Fichten und Linden gesäumt sind. Die Randbepflanzung stellen ebenfalls Linden dar, außerdem unterteilen Taxus-Hecken die Flächen.
Die Kapelle geht auf das Jahr 1870 zurück, der Architekt ist Paul Erdmann. Es handelt sich um einen Backsteinbau mit Kreuzverbund. Die Halle ist seitlich geöffnet und besitzt eine gebrochene Apsis sowie zweiteilige Fenster. Der Innenbereich weist eine halbkreisförmige Altarnische sowie eine Empore auf. Ebenfalls auffällig ist das achteckige Blumenhaus, das wahrscheinlich in den 1920er-Jahren entstand.
Reinhold „Krücke“ Habisch (1889–1964), das Berliner Original und als „Erfinder“ der legendären vier Pfiffe im Sportpalast-Walzer heimlicher Star vieler Sechstagerennen, hat hier seine letzte Ruhestätte. Außerdem befinden sich hier das Grab des ehemaligen Berliner Oberbürgermeisters Robert Zelle, das Grab des Rixdorfer Stadtrats Gustav Leyke, Namensgeber der benachbarten Leykestraße, sowie das Gemeinschaftsgrab der Stadtältesten Marie und Wilhelm Wagner.
Auf dem Kirchhof befinden sich zudem ein Gedenkpavillon und ein Gedenkstein für ein Zwangsarbeiterlager, das sich auf dem Kirchhof V der Jerusalems- und Neuen Kirche in der Hermannstraße 84–90 befand. Der 2002 auf dem Kirchhof V errichtete Gedenkstein wurde später (spätestens 2013) auf den Kirchhof der St.-Thomas-Gemeinde II umgesetzt (siehe unten Kapitel Zwangsarbeiterlager auf dem Kirchhof der Jerusalems- und Neuen Kirche).
In der Straßenfront des Kirchhofs befindet sich seit Dezember 2019 der Sitz der Stadtentwicklungsgesellschaft mbH STATTBAU (182), die in ihrem Arbeitsfeld Stadt·Raum·Kirche in Zusammenarbeit mit dem Kirchenkreis Berlin Stadtmitte für Friedhöfe an der Hermannstraße Friedhofsentwicklungspläne entwickelt. Seit 2014 erarbeitet und 2016 beschlossen wurde ein Integriertes Friedhofsentwicklungskonzept für Berlin-Neukölln.

##### Mittlerer Bereich, Westseite, drei Kirchhöfe, Zauberladen
Höhe U-Bahnhof Leinestraße, Reihenfolge in Richtung Süden
Kirchhof der St.-Thomas-Gemeinde II, Hermannstraße 79–83 (Westseite)
Der jüngere Kirchhof der St.-Thomas-Gemeinde wurde 1872 angelegt. Er besitzt auf der Fläche von 65.697 m² eine Hauptallee mit Platanenbepflanzung sowie ein Rondell, ein weiteres kann vorhanden gewesen sein. Die Randbepflanzung stellen Pyramidenpappeln dar. Eine Kapelle gibt es auf diesem Kirchhof nicht, da die Kapelle auf dem gegenüberliegenden ersten Kirchhof der Gemeinde für beide Teile ausreichte. Seit Anfang 2007 wird dieser Friedhof abgeräumt und am 10. Juli 2017 als Anita-Berber-Park der Öffentlichkeit übergeben. Das aus Klinkern gemauerte, mit eisernen Gittern versehene Tor mit angrenzender Einfassung zur Hermannstraße hin ist als Denkmal erhalten.
Die 1928 gestorbene Tänzerin (Tänze des Lasters, des Grauens und der Ekstase) und Schauspielerin (Dr. Mabuse, der Spieler von Fritz Lang) Anita Berber war hier bestattet. Das Grab ist nicht mehr vorhanden, da die Friedhofsverwaltung die Ruhestätte nach Ablauf der Belegungsfrist aufgelöst hat.
Kirchhof V der Jerusalems- und Neuen Kirche, Hermannstraße 84–90 (Westseite)

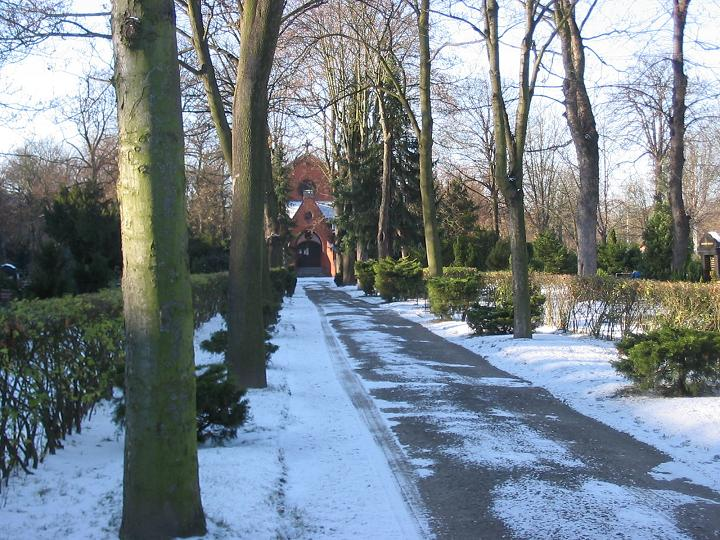
Evangelischer Kirchhof V der Jerusalems- und Neuen Kirche mit Blick zur ehemaligen Friedhofskapelle, jetzt als bulgarisch-orthodoxe Kathedralkirche des Hl. Zaren Boris des Täufers geweiht

Der fünfte Kirchhof der Jerusalems- und Neuen Kirchen-Gemeinden zu Berlin aus den Jahren 1870–1872 besitzt eine zentrale Lindenallee mit sieben Querwegen und mehreren Rondellen, das Gelände ist 56.024 m² groß.
Die Kapelle legte Louis Arndt in den Jahren 1899/1900 als roten Backsteinbau im gotischen Stil an. Nach Kriegsbeschädigungen erfolgte nach Kriegsende ihr Wiederaufbau. 2002 überließ die Eigentümerin, die Evangelische Kirchengemeinde in der Friedrichstadt, die Kapelle für 30 Jahre an eine Gemeinde der Bulgarisch-Orthodoxen Kirche gegen Auflage des Bauunter- und -erhalts. An Ostern 2003 weihte der Bischof der Diözese von West- und Mitteleuropa die Kapelle als Kathedralkirche des Hl. Zaren Boris des Täufers. Der Verwaltungsbau und das Tor an der Hermannstraße entstanden bereits 1873, der Architekt ist unbekannt. 1877 erfolgte ein Umbau des Verwaltungsgebäudes zur Leichenhalle, den C. Dammeier vornahm.
Während der letzten beiden Jahre des Zweiten Weltkriegs stand am Westende des Kirchhofs, kurz vor dem ehemaligen Flughafen Tempelhof, eine Baracke für Zwangsarbeiter, die auf den umliegenden Friedhöfen arbeiten mussten. Am Standort des Zwangsarbeiterlagers wurde eine Gedenktafel errichtet. 2002 wurde zudem ein Gedenkstein des Berliner Bildhauers Rainer Fest nahe am Eingang Hermannstraße eingeweiht. Der Gedenkstein wurde später (spätestens 2013) auf den Kirchhof der St.-Thomas-Gemeinde II, Hermannstraße 179–185, umgesetzt (siehe unten Kapitel Zwangsarbeiterlager auf dem Kirchhof der Jerusalems- und Neuen Kirche).
Die Kirchhöfe St. Thomas I und Jerusalems- und neue Kirche V dienten zusätzlich gemeinsam als östliche Einflugschneise des ehemaligen Flughafens Tempelhof und waren aus diesem Grund mit Reihen von Leuchtfeuermasten durchzogen.
Zauberladen, Herrmannstraße 84–90
Auf dem Friedhofsareal befinden sich weiterhin Baracken, in einer von ihnen hatte seit 1952 das Geschäft Zauberkönig sein langjähriges Domizil. Der Magier Josef Leichtmann hatte 1884 einen Handel mit Zubehör für Zauberei in der Friedrichstraße eröffnet. Die Tochter übernahm das Geschäft zusammen mit ihrem Ehemann Arthur Kroner, musste aber 1938 an einen arischen Betreiber übergeben, weil die Leichtmanns und die Kroners Juden waren. Die frühere Angestellte Regina Schmidt wurde Inhaberin.
Nach dem Ende des Zweiten Weltkriegs und der Teilung der Stadt in vier Sektoren zog Regina Schmidt aus dem Ostteil Berlins an einen neuen Standort in Neukölln, in eine der rasch errichteten Behelfsbauten. Nach Schmidts Tod übernahmen wieder Familienmitglieder die Geschäfte. Ab den späten 2010er Jahren wurde bekannt, dass die kirchlichen Grundstückseigentümer anstelle der Baracken neue Gebäude errichten lassen wollen, betrieben von einer gemeinnützigen Stiftung. So musste Zauberkönig im Sommer 2018 schließen, bekam aber die Möglichkeit, schräg gegenüber in der gleichen Straße neu eröffnen zu können.

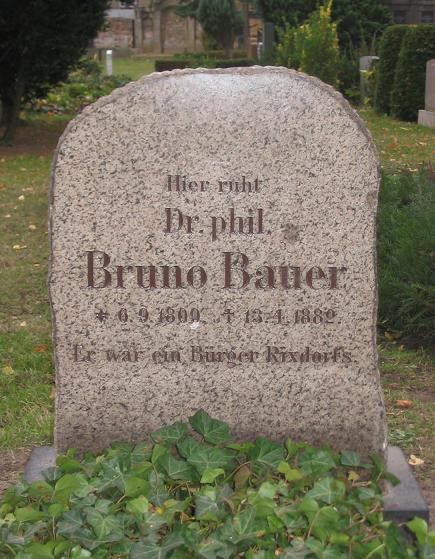
Ehrengrab für Bruno Bauer auf dem Neuen St.-Jacobi-Kirchhof. Inschrift:
„Er war ein Bürger Rixdorfs“

Neuer Kirchhof der St.-Jacobi-Gemeinde, Hermannstraße 99–105 (Westseite)
Der Neue Kirchhof der St.-Jacobi-Gemeinde aus dem Jahr 1867 verfügt über eine Fläche von 74.048 m², eine zentrale Lindenallee mit mehreren Rondellen und fünf Querwege.
Das Baujahr und der Architekt der im romantischen Stil gehaltenen asymmetrischen Kapelle sind nicht bekannt. Sie hat eine Fassade aus gelben Verblendziegeln im Kreuzverbund und besitzt eine halbkreisförmige Apsis sowie mehrere flache Nebengebäude. Im Krieg beschädigt kam es 1952 zum Wiederaufbau der Kapelle.
Auf dem St. Jacobi-Kirchhof befindet sich das Grab des Theologen Bruno Bauer (1809–1882), dessen Arbeiten Karl Marx und Friedrich Engels in Die Deutsche Ideologie (1845/1846) polemisch kritisierten („Sankt Bruno“). Der Grabstein trägt die Inschrift: „Er war ein Bürger Rixdorfs“.
In Theodor Fontanes Roman Irrungen, Wirrungen (1888 erschienen, spielt in Berlin um 1880) wird dieser Friedhof im 22. Kapitel erwähnt. Botho von Rienäcker, Protagonist dieser Geschichte, besucht hier das Grab der Ziehmutter seiner Geliebten, Lene Nimptsch. Im Roman wird im 21. Kapitel auch die Anfahrt recht ausführlich beschrieben: Über Kreuzberg geht es dann an der Hasenheide, dem Rollkrug und dem überfüllten Alten Kirchhof der St. Jacobi-Gemeinde vorbei, die Hermannstraße hinunter.

##### Südlicher Bereich, ein Kirchhof
Kirchhof der Emmausgemeinde, Hermannstraße 129–137 (Westseite)
Das Gartendenkmal Emmauskirchhof der gleichnamigen Gemeinde aus dem Jahr 1888 liegt am Südende der Hermannstraße kurz vor ihrem Übergang in den Britzer Damm, parallel zum neuen Autobahntunnel Richtung Westen (siehe unten Kapitel Radverkehr).
Der Friedhof ist zugleich der jüngste und mit 128.781 m² der größte Kirchhof an der Hermannstraße. Der Baumeister der Kapelle aus der Zeit um 1900 ist unbekannt. Stilistisch ist das Gebäude im Übergangsbereich zwischen Romantik und Gotik einzuordnen. Es handelt sich um einen unregelmäßigen Bau mit roter Ziegelfassade und grauen Putzflächen, die als Blenden und Bänder die Fassade strukturieren. Auf dem Dach steht ein Dachreiter mit Spitzhelm. Der Innenraum ist dreischiffig, wobei das Mittelschiff mit einem Kreuzgewölbe und einer Halbkreisapsis ausgestattet ist. Die Seitenschiffe besitzen Spitztonnengewölbe und an den Säulen befinden sich romanische Figurenkapitelle.
Hier ist Walter Bromme (1885–1943) bestattet, der in den Goldenen Zwanzigern beliebte Operetten und Schlager komponierte und in der Spielzeit 1923/1924 zeitweilig als Direktor des Metropol-Theaters in der Behrenstraße fungierte. Die Operetten Brommes reichten von Die Dame im Frack (1919) über Dolly (1924) bis zu Spiel nicht mit der Liebe (1934).

#### Zwangsarbeiterlager auf dem Kirchhof der Jerusalems- und Neuen Kirche

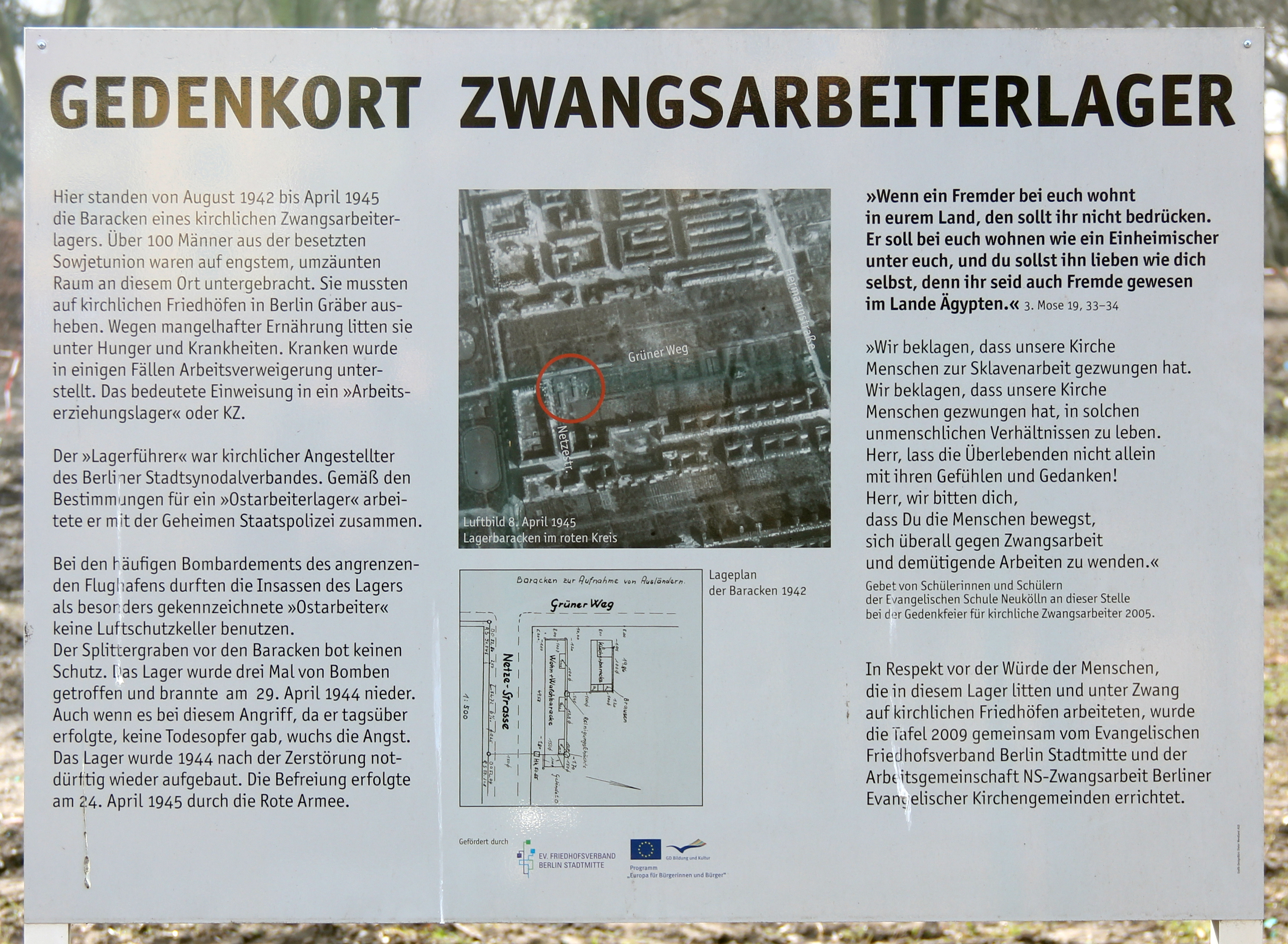
Gedenktafel, Netzestraße 1, in Berlin-Neukölln

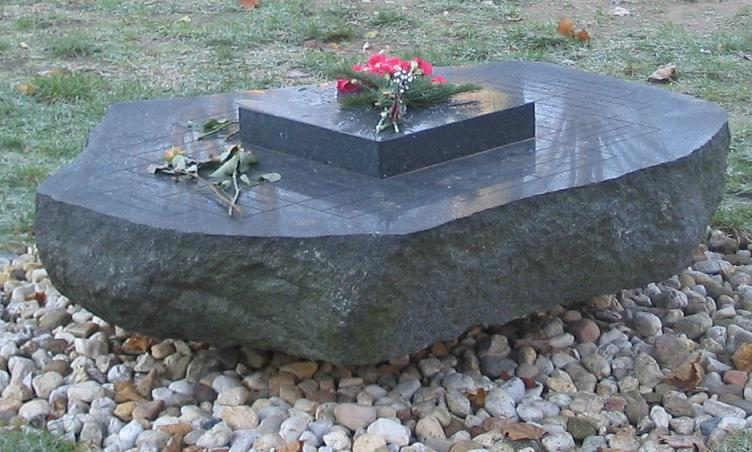
Gedenkstein für die Zwangsarbeiter

In den letzten Jahren des 20. Jahrhunderts wurde im Zusammenhang mit den Nachforschungen für den Entschädigungsfonds für Zwangsarbeiter bekannt, dass die Kirchen in Deutschland während des Zweiten Weltkriegs in erheblichem Ausmaß Zwangsarbeiter angefordert und deutschlandweit beschäftigt hatten. Im Sommer 2000 räumte der Berlin-Brandenburgische Bischof Wolfgang Huber ein, dass in Berlin auf dem Kirchhof der Jerusalems- und Neuen Kirche an der Hermannstraße 84–90 in den letzten drei Kriegsjahren ein Barackenlager für rund 100 Zwangsarbeiter bestand, die überwiegend zur Grabpflege und zur Bestattung von Bombenopfern zum Einsatz kamen. Es waren 39 evangelische und drei katholische Gemeinden, die sich aus dem Friedhofslager mit Bestattern versorgten. Die Kirchen sollen zudem die Ermordung von Kindern der Arbeiter stillschweigend in Kauf genommen haben. Mit aktiver Unterstützung der obersten Kirchenleitung bekam dieses Friedhofslager eine sogenannte „Rüstungsnummer“ und war damit als „kriegswichtig“ anerkannt. Der Leiter des Lagers, Gustav Weniger (ein Mitglied der Bekennenden Kirche), war Angestellter des evangelischen Stadtsynodalverbands. Die rechtlosen Zwangsarbeiter waren ihm als Lagerleiter und der Gestapo schutzlos ausgeliefert, jedoch kam unter ihm kein Häftling zu Tode.
Die Evangelische Kirche in Deutschland (EKD) hat dazu ein Schuldbekenntnis abgelegt, außerdem beteiligten sich die Kirchen an Entschädigungszahlungen.
Unter welchen Gräuel und Entbehrungen die überwiegend russischen und ukrainischen Arbeiter, in der nationalsozialistischen Ideologie „slawische Untermenschen“, litten, beschreibt Wasyl Timofejewitsch Kudrenko, der mit 16 Jahren aus der Ukraine nach Berlin verschleppt wurde und im Jahr 2005 ein Tagebuch über den Alltag und das Überleben im Lager veröffentlichte. Darin heißt es: „Die schweren Bomben fielen auf den Friedhof und schleuderten die zuvor Begrabenen wieder empor […] Leichenteile, Eingeweide – alles auf dem Baum – schrecklich. Es war ein Horror. Wir ‚Ostarbeiter‘ legten sie in die Gräber zurück. Aber nicht jeder konnte das ertragen, psychisch aushalten.“
Die Zwangsarbeiter litten unter ständiger Todesangst, denn das Lager lag unmittelbar neben dem kriegswichtigen Flughafen Tempelhof, der besonderes Ziel der Flüge der Alliierten war. Kudrenko schreibt: „Wir suchten bei den Angriffen dort Schutz, wo der Alarm uns überraschte: zwischen den Särgen, in der Kanalisation, in Rohren“. Mehrfach kam es zu Bombentreffern im Barackenlager, im Jahr 1944 brannte es in kürzester Zeit vollständig aus. Zuflucht zu Schutzräumen war den Zwangsarbeitern verwehrt.
Zwangsarbeiter im Alter zwischen 53 und 64 Jahren kamen namentlich als „wegen ihres körperlichen Zustandes nicht mehr verwendbar“ auf eine Liste und wurden in ein Sammellager abgeschoben. In dem Lager fand mit einiger Sicherheit keinerlei medizinische Versorgung mehr statt, zudem gab es hier so gut wie keine Ernährung – eine hohe Sterblichkeitsrate war die Folge. Das Kriegsende befreite die Überlebenden im Sammellager und auf dem Kirchhof.
Eine Informationssäule (ehemals im Kirchhof der Jerusalems- und Neuen Kirche) mit acht Bild- und Schrifttafeln listet alle beteiligten Berliner Gemeinden auf. Die Tafeln verzeichnen ferner die Namen der 96 Zwangsarbeiter, die namentlich bekannt sind. 2002 wurde, gleichfalls im Kirchhof der Jerusalems- und Neuen Kirche, ein Gedenkstein des Berliner Bildhauers Rainer Fest eingeweiht, der auf der Oberfläche die beteiligten Gemeinden per Gravur festhält. Eine Schicht des Findlings, aus dem der Stein gearbeitet ist, schnitt Fest heraus und teilte sie in 42 Einzelteile – mit je einem Namen der beteiligten Gemeinden. Jede Gemeinde erhielt zur Erinnerung an ihre Verantwortung „ihren“ Stein, eine Verantwortung, die sich an der Oberfläche des Gedenksteins mit allen Namen zur Gesamtverantwortung zusammenfügt. Der Gedenkstein und die Informationssäule wurden später (spätestens 2013) auf den Kirchhof der St.-Thomas-Gemeinde II in der Hermannstraße 179–185 umgesetzt.

### Weitere Zwangsarbeiterlager
Neben dem kirchlichen Zwangsarbeiterlager Hermannstraße 84–90 sind mittlerweile acht weitere Zwangsarbeiterlager bekannt:
- Hermannstraße 27. Das Lager ist in einem von Belgiern erstellten Katalog enthalten, das Lager auflistet, in denen Landsleute untergebracht waren.[11]
- Hermannstraße 110. Lager von Mix & Genest, Schöneberg (Geneststraße 5) für Belgier, Franzosen. Kroaten, Serben.[12]
- Hermannstraße 110. Dort gab es im März 1945 auch ein ‚Lager Otto Nettelbeck‘.[13]
- Hermannstraße 111. Lager der Reichsbahn ab 1939.[14]
- Hermannstraße 159. Lager der Gaubschat GmbH für Angehörige verschiedener Nationen.[15]
- Hermannstraße 159a. Lager der Adam Opel AG (Berlin W 35, Kurfürstendamm 207/208). Spätestens ab Anfang 1943 lebten hier Holländer, Franzosen und Tschechen.[16]
- Hermannstraße 200. Spätestens ab Februar 1943 waren hier Holländer untergebracht.[17]
- Hermannstraße 216–219. Vermutlich Lager der Kindl-Brauerei für Französinnen und Ostarbeiterinnen,[18]

## Verkehr

### Öffentlicher Verkehr

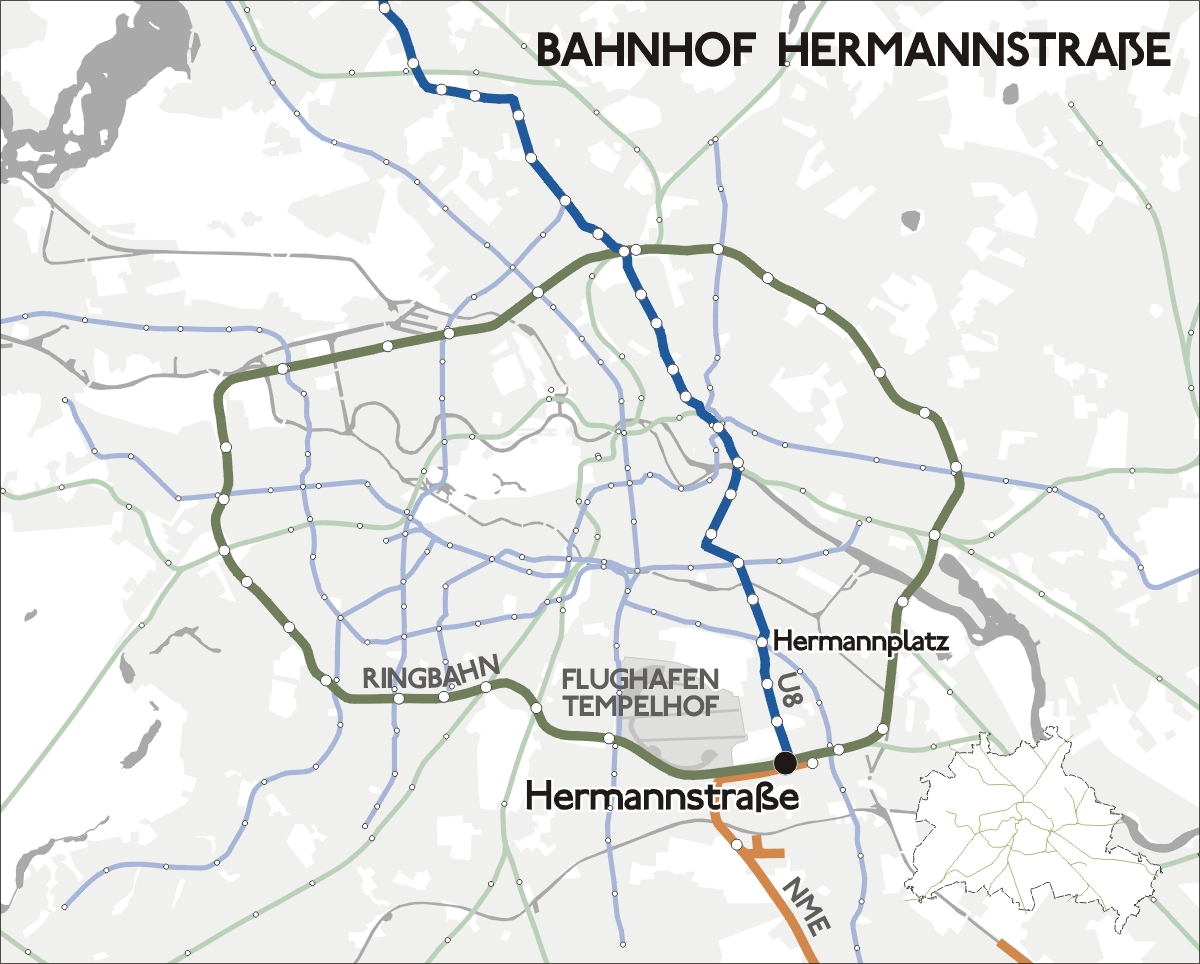
Lage des Bahnhofs Hermannstraße

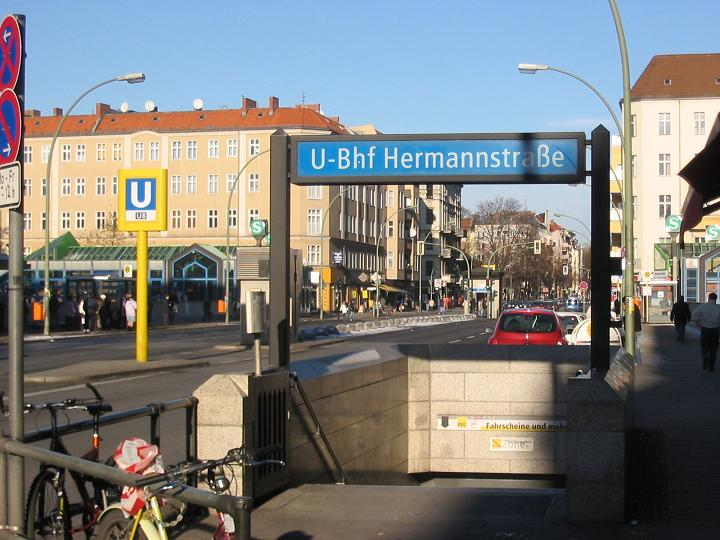
Eingang zum U-Bahnhof Hermannstraße

Die Poststraße Berlin – Mittenwalde – Dresden, deren Einweihung im Jahr 1712 stattfand, führte über die heutige Hermannstraße. Schon früh begann die Einbindung der bevölkerungsreichen Viertel an der Straße in das Berliner Verkehrsnetz. Am 13. Juni 1885 eröffnete die Stadt Rixdorf eine Pferdebahnlinie vom Hermannplatz zur Hermann- Ecke Knesebeckstraße (heute: Silbersteinstraße). Betreiber war die Große Berliner Pferde-Eisenbahn, die die Strecke zwei Jahre später auch erwarb. Die aus Wittenau kommende U-Bahn-Linie U8 führt unter der Straße entlang. Über die U-Bahnhöfe Hermannplatz, Boddinstraße und Leinestraße verläuft die Linie bis zum 1996 eröffneten Endbahnhof Hermannstraße, der rund 500 Meter vor dem Übergang der Hermannstraße in den Britzer Damm liegt. An gleicher Stelle kreuzt die Ringbahn, die hier den stark frequentierten S-Bahnhof Hermannstraße unterhält.
Die Ringbahn kreuzt seit November 1877 die Hermannstraße. Allerdings wurde erst im Zuge des viergleisigen Ausbaus der Ringbahn zwischen 1887 und 1910 der Bahnhof an der Rixdorfer Hermannstraße erbaut und am 1. Februar 1899 eröffnet. Die Hermannstraße war damit zunächst über dampfbetriebene Züge, ab 1928 per „elektrischer S-Bahn“ ans Eisenbahnnetz angeschlossen.
Am 28. September 1900 erfolgte am Bahnhof Hermannstraße die Verknüpfung mit der Neukölln-Mittenwalder Eisenbahn (NME; bis 1919: Rixdorf-Mittenwalder Eisenbahn), die einen eigenen Personenbahnsteig erhielt. Nach dem Zweiten Weltkrieg verlor deren Reisezugverkehr an Bedeutung, auf Berliner Gebiet wurde er am 1. Mai 1955 eingestellt. Im Güterverkehr ist die NME nach wie vor tätig. Der S-Bahn-Verkehr am Bahnhof Hermannstraße ruhte von 1980 bis 1993.
→ Siehe auch: Bahnhof Berlin Hermannstraße

### Individualverkehr

#### Autoverkehr
Trotz der guten Einbindung in den öffentlichen Personennahverkehr der Stadt mit U- und S-Bahn ist die Hermannstraße aufgrund ihrer Struktur nicht in der Lage, den Verkehr des bevölkerungsreichen Ballungsgebietes zufriedenstellend aufzunehmen; eine Erweiterung der Straße ist aufgrund der dichten Bebauung kaum möglich.
Die Dichte des Individualverkehrs liegt nicht höher als bei ähnlich stark frequentierten Straßen. Ferner hat die Anbindung an den Berliner Stadtring mit der Anschlussstelle Britzer Damm im Jahr 2000 zu einer spürbaren Entlastung des Durchgangsverkehrs nach Britz und Buckow geführt. Dennoch fließt der Verkehr nach wie vor überaus zähflüssig durch die Straße und ihr Durchfahren bringt für die Verkehrsteilnehmer eine hohe Stressbelastung mit sich. Gründe dafür sind:
Die – je Fahrtrichtung – zwei Fahrstreifen mit den jeweiligen Parkstreifen sind unterbrochen durch mehrere Verkehrsinseln für U-Bahnhöfe und Bushaltestellen, an denen sich die Fahrbahn verengt. Die hohe Zahl der Nebenstraßen nimmt die Links- und Rechtsabbieger nur schleppend auf, da das große Fußgängeraufkommen in den Grünphasen nur wenige Fahrzeuge passieren lässt. Die Ampelanlagen folgen in einigen Abschnitten überaus kurz hintereinander. Die dichte Bebauung mit Wohnblocks und Geschäften lässt sowohl Anwohner wie Lieferanten sehr häufig in der zweiten Spur halten oder kurzzeitig parken. Insgesamt führen diese Faktoren dazu, dass die Fahrt durch die Hermannstraße insbesondere in den Hauptverkehrszeiten in der Regel einer Slalomfahrt gleicht. Ein Ausweichen ist so gut wie unmöglich, denn der Verkehr fließt in der parallelen Karl-Marx-Straße nicht viel anders. Die Straßen der östlichen Kiezgebiete führen aufgrund ihrer Insellagen zudem zum Teil wieder zurück auf die Hermannstraße und bieten durch die Abtrennungen durch die Kirchhöfe keine abkürzenden Durchfahrten; zudem sind sämtliche angrenzenden Wohnviertel als Tempo-30-Zone ausgewiesen.
Dieser Stop-and-Go-Verkehr verursacht für Anwohner und Verkehrsteilnehmer eine hohe Lärmbelästigung und Gefährdung durch Schadstoffkonzentrationen.

#### Radverkehr
Die umweltbelastete Slalomstrecke verfügt im unteren Teil zwischen Hermannplatz und U-Bahnhof Boddinstraße über baulich unzulängliche und schmale Fahrradwege. Auf den übrigen Streckenabschnitten fahren Radfahrer im Mischverkehr auf der Fahrbahn. Es gibt im Ballungsgebiet Hermannstraße eine – trotz Innenstadtlage – abwechslungsreiche Radverbindung in die benachbarten Ortsteile Britz, Schöneberg und Kreuzberg. Diese – auch hinsichtlich des Belages – sehr gute Verbindung spart die Hermannstraße aus und verläuft durch die Kieze direkt neben dem Flughafen Tempelhof zum Columbiadamm. Radfahrer und Fußgänger kommen an den Stellen weiter, die dem Autoverkehr versperrt sind.
Aus Richtung Britz (der Britzer Damm führt einen Radweg) beginnt die Strecke an der neuen Autobahnanschlussstelle Britzer Damm. Die Autobahn wird hier in dem 1,7 Kilometer langen, hochmodernen und bislang permanent störanfälligen Tunnel Ortskern Britz aus dem Jahr 2000 unter den westlichen Neuköllner Wohngebieten und unter dem Britzer Damm in Richtung Dreieck Neukölln hindurchgeführt; die Anschlussstelle führt hinunter in den Tunnel. Nach Fertigstellung legte das Land Berlin auf der Tunneldecke eine langgezogene Grünanlage mit Spiel- und Sportplätzen an (Carl-Weder-Park), die parallel zum Gartendenkmal Emmauskirchhof verläuft. Dieser langgestreckte Streifen ist für Radfahrer gut zu durchfahren. Auf Höhe des Mariendorfer Weges gelangt man über die wenig befahrene Eschersheimer Straße über die S-Bahn-Trasse in die Oderstraße und damit in den Kiezbereich. Ein Radweg verläuft zweispurig zwischen Oderstraße und dem Sportpark Neukölln, der seit einigen Jahren zu Ehren des 1944 hingerichteten Widerstandskämpfers und erfolgreichen Ringers Werner Seelenbinder, dessen Namen trägt. Der Weg führt an der renovierten Eissporthalle, den folgenden Sportgebäuden und -plätzen sowie an der Gedenkstätte für Werner Seelenbinder vorbei.

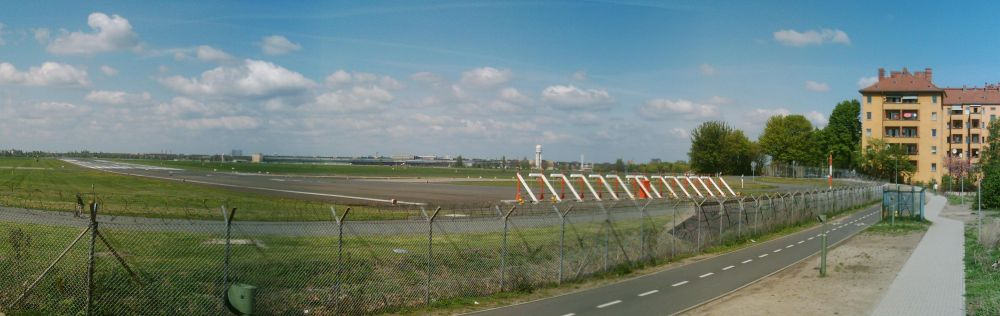
Radweg quert die ehemalige Einflugschneise des Flughafens Tempelhof an den Kirchhöfen; die Häuserfront gehört zur Oderstraße

Am westlichen Ende des Kirchhofs der Jerusalems- und Neuen Kirche stößt der Weg direkt auf das Feld des ehemaligen Flughafens und führt in einem – für den Autoverkehr nicht passierbaren – Bogen um das Feld herum in den zweiten Teil der Oderstraße. Hier besteht parallel zum Flughafen ein alter Radweg, der vielfach aufgeplatzt und unpassierbar ist. Ausgleichend steht dem Radverkehr die gesamte Oderstraße zur Verfügung, die nur einen sehr geringen Kfz-Verkehr aufweist. Am nördlichen Ende der Oderstraße, an dem der motorisierte Verkehr wiederum abbiegen muss, führt ein breiter Rad- und Fußgängerweg zwischen dem Sommerbad Columbiadamm und den Freizeitanlagen an der Jahnsporthalle weiter zum Columbiadamm. Am Damm verlaufen Radwege nach Westen Richtung Tempelhof und Schöneberg oder nach Osten Richtung U-Bahnhof Boddinstraße, an dem der Anschluss zur Hermannstraße hergestellt ist. Über den einzigen Radwegabschnitt der Hermannstraße gelangen die Radlfahrer hinunter zum Hermannplatz. Landschaftlich noch reizvoller lässt sich der Hermannplatz erreichen, wenn man den Columbiadamm überquert und in den gegenüberliegenden Volkspark Hasenheide einfährt. Wahlweise asphaltierte Wege oder feste Sandwege leiten durch den Park Richtung Nordosten zum Hermannplatz und Richtung Nordwesten zum Kreuzberger Südstern.

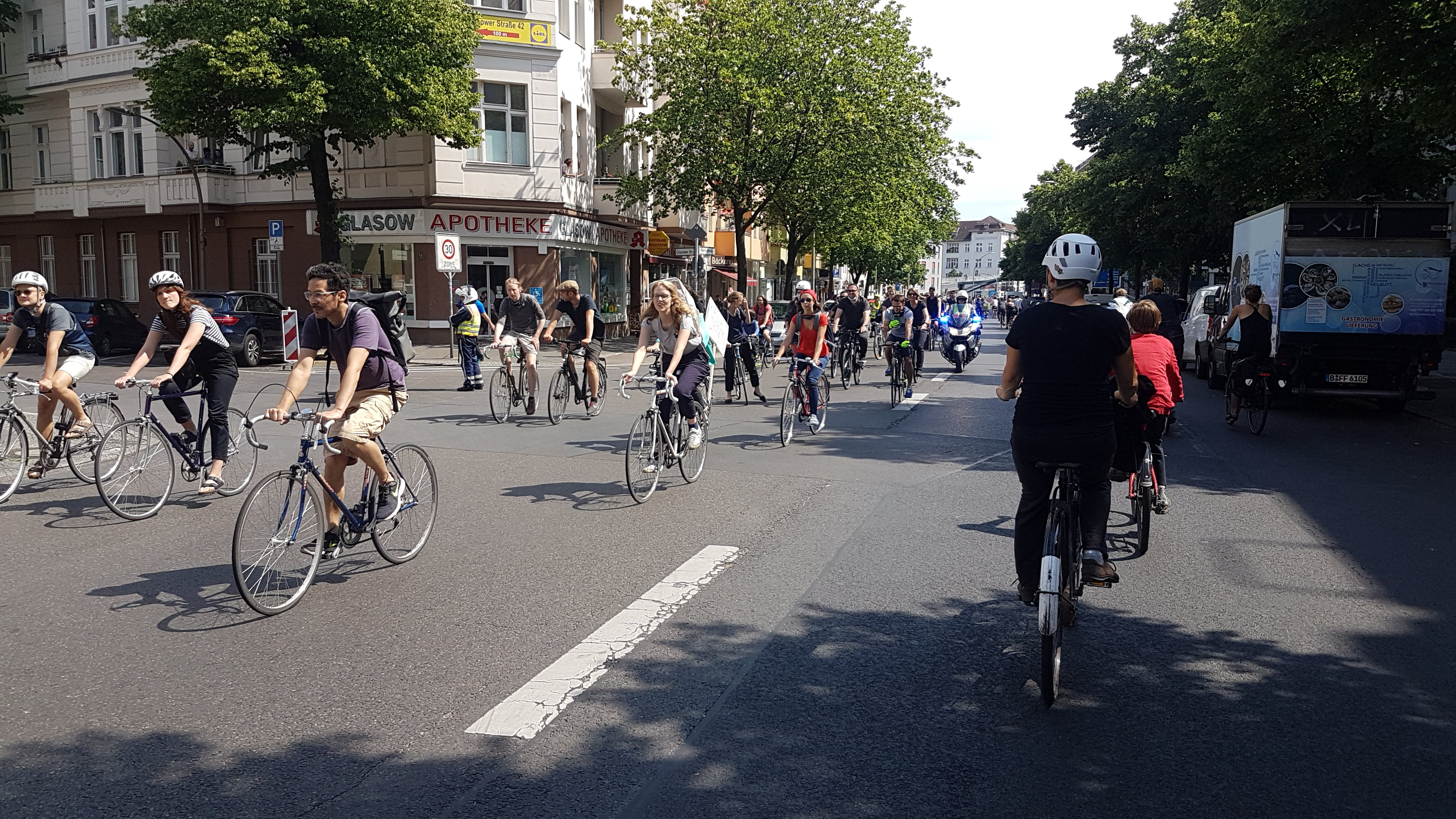
Demonstration für einen geschützten Radweg auf der Hermannstraße im Juni 2020

Im März 2019 wurden Vorplanungen für einen neuen Radweg beendet, wobei ein geschützter Radweg als bevorzugte Variante genannt wurde. Für den Beginn der sukzessiv geplanten Bauarbeiten wurde das Jahr 2020 genannt. Da bereits zuvor mit dem Umbau der parallel verlaufenden Karl-Marx-Straße begonnen wurde, soll mit dem Umbau der Hermannstraße in dem davon weiter entfernten südlichen Teil begonnen werden, um den Umleitungsverkehr aus der Karl-Marx-Straße nicht weiter zu belasten. Ab Mai 2020 wurden mit der COVID-19-Pandemie mehrere Pop-up-Radwege in der Stadt errichtet. Dies führte zu einem stärkeren politischen Diskurs um einen geschützten Radweg in der Hermannstraße und mehreren Demonstrationen für eine vorgezogene sichere Radverkehrsinfrastruktur. Im Juni stimmte die Bezirksverordnetenversammlung dafür ab August 2020 einen Pop-up-Radweg auf einem Teilstück der Hermannstraße einzurichten. Die CDU sprach sich gegen einen solchen Radweg aus. Am 23. September 2020 überreichte die Bürgerinitiative „Hermannstraße für Alle“ der Bezirksverordnetenversammlung Neukölln etwa 2000 Unterschriften für einen Anwohnerantrag zur Einrichtung eines Pop-up-Radwegs. Am gleichen Tag beschloss die Bezirksverordnetenversammlung mit den Stimmen von SPD, Grünen und Linken einen im Juni des gleichen Jahres eingebrachten Antrag für die Einführung einer Höchstgeschwindigkeit von 30 km/h, mit der Begründung, dass die Situation auf der Hermannstraße für Radfahrende sehr gefährlich sei, aber kurzfristig kein Pop-up-Radweg auf der gesamten Strecke eingerichtet werden könne. Der Senat wies Tempo 30 auf der Hermanstraße jedoch als nicht StVO-konform zurück. Die Initiative „Hermannstraße für alle“ stellte im September einen Einwohnerantrag auf die Einrichtung eines durchgängigen geschützten Radwegs, der mit der erforderlichen Anzahl der gesammelten Unterschriften zur Beschlussfassung in die Bezirksverordnetenversammlung am 3. November 2020 eingebracht wurde. Die Zählgemeinschaft aus SPD und Grünen brachte am 9. Dezember 2020 eine in Absprache mit der Initiative entstandene alternative Beschlussempfehlung für eine durchgängige, gegebenenfalls provisorische Radinfrastruktur auf der ganzen Hermannstraße vor dem Winter 2021 in den Verkehrsausschuss ein. Sie wurde mit den Stimmen von SPD, Grünen und Linken und unter Ablehnung von CDU und AfD als Empfehlung zur Beschlussfassung an die Bezirksverordnetenversammlung verabschiedet.

## Strukturentwicklung und Kieze

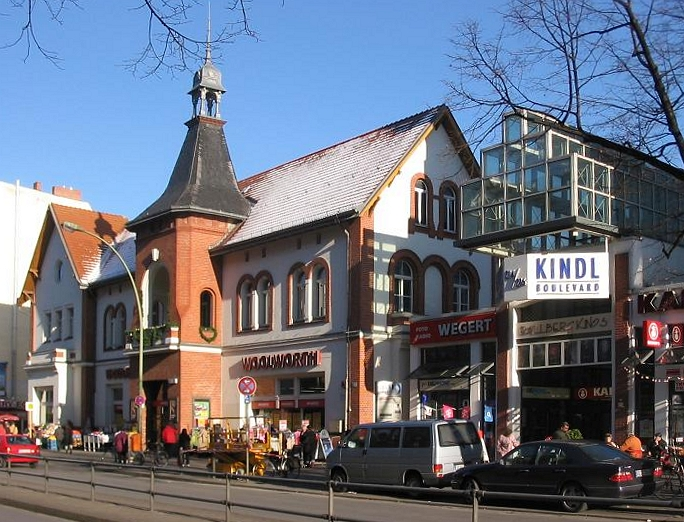
Kindl-Boulevard

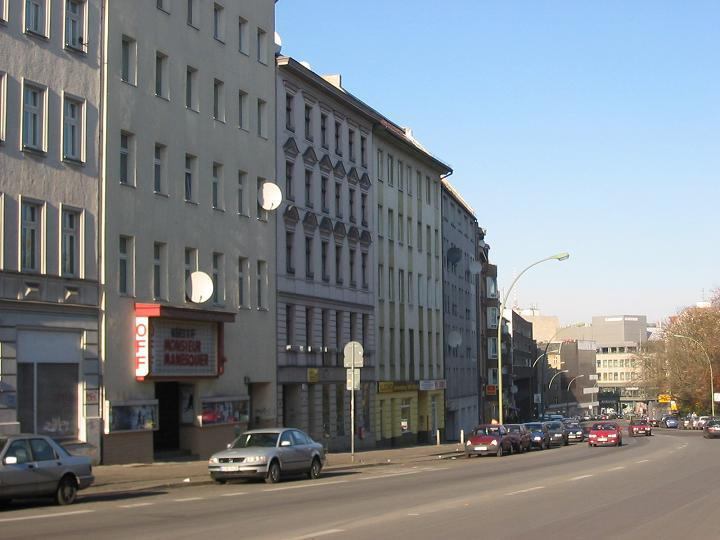
Kino Neues Off, Hermannstraßenkiez

Die soziale Struktur der Geschäfts- und Wohnstraße bestimmen kleine Gewerbebetriebe, eine Vielzahl an Geschäften, darunter zahlreiche türkische Märkte und Bäckereien, Imbisse, Wettlokale und Spielotheken, sowie Wohnhäuser und Wohnblocks, die teilweise aus der Gründerzeit stammen. Auf der Ostseite der Hermannstraße 214–216 entstand im Jahr 1996 das moderne Büro- und Geschäftszentrum Kindl-Boulevard, das sich tief in die Fläche der ehemaligen Rollberge erstreckt. Neben Geschäften, Restaurants, den Rollberg-Kinos und Ausstellungsräumen finden hier das Jobcenter Neukölln und das Frauenwirtschaftszentrum Neukölln Räumlichkeiten, das insbesondere Existenzgründerinnen Raum geben soll. Das Zentrum, in das eine Münchner Baufirma 400 Millionen Euro investiert hatte, steht im Kontrast zu der sonstigen Geschäftsstruktur der Straße, die zu einem erheblichen Teil von Einzelhändlern und Billigläden mit häufigen Inhaberwechseln gekennzeichnet ist.
Die Hermannstraße wird im gesamten westlichen Teil von drei Kiezen begleitet. Im unteren Teil von dem Hermannstraßenkiez, der westlich vom Volkspark Hasenheide, nördlich von der Straße Hasenheide und südlich vom Columbiadamm begrenzt wird. Jenseits des Columbiadamms schließen sich an den Volkspark die Gelände des ehemaligen Flughafens Tempelhof beziehungsweise des Sportparks Neukölln an, die die südlich folgenden Kieze, den Schillerkiez, den Warthekiez und das Viertel an der Emser Straße, nach Westen abgrenzen.

### Hermannstraßenkiez
Der Hermannstraßenkiez um die Lucy-Lameck- und Karlsgartenstraße am Volkspark Hasenheide entstand in der Gründerzeit als Vergnügungsviertel mit Biergärten, Theatern und Tanzsälen. In den 1920er Jahren entwickelte sich die Hermannstraße von dieser Gegend ausgehend zu einer bedeutenden „Kinomeile“ und blieb dies bis zum großen Kinosterben der 1960er Jahre. Der Kiez wurde ein reines Wohnviertel mit einigen kleineren Gartenlokalen. Für ein vielfältiges Flair sorgte die Werkstatt der Kulturen in der damaligen Wissmannstraße, die mit zahlreichen Ausstellungen Besucher anzog und ein Forum für eine multikulturelle Bürgergesellschaft war. Die Werkstatt der Kulturen bestand von 1993 bis 2019 in dem sehenswerten historischen Gebäude der ehemaligen Löwenbrauerei – Böhmisches Brauhaus.
Ein weiteres Stück des alten Vergnügungsviertels findet sich mit dem Kino Neues Off direkt an der Hermannstraße 20, das 1919 als Theater und Varieté gegründet und seit 1926 unter dem Namen Rixi (Rixdorfer Lichtspiele) als Kino genutzt wurde. Trotz Restaurierung versprüht das Haus noch viel Charme vergangener Zeiten – im Foyer fällt beispielsweise ein roter Sarotti-Tresen im Design der 1950er Jahre ins Auge. Das Kino ist Teil eines viergeschossigen Wohnhauses und eines der letzten alten Lichtspielhäuser, die in Berlin noch überleben konnten.
Das Palastkino Stern gehörte zu den kleineren Filmtheatern der Zwischenkriegszeit. Es wurde in den Jahren 1925/1926 von Max Bischoff und Heinrich Möller sowie dem Ingenieur Gustav Heun durch einen Umbau eines ausgebrannten Hinterhaus-Saales in der Hermannstraße 49 aufgebaut. Der breite Eingangsbereich bestand aus dem erneuerten Erdgeschoss und ersten Obergeschoss des Wohnhauses, neben der Tür befanden sich Schaukästen mit dem Kinoprogramm. Die Vorhalle bildete ein Raum mit dunkler Holzverkleidung und blaugoldener Decke. Der rechteckige Zuschauerraum bot im Parkett 638, auf dem Rang 464 und in den in den Saal ragenden Logen 98 Zuschauern Platz. 1935 baute Heinrich Möller die Fassade um, im Zweiten Weltkrieg wurden Teile des Gebäudes zerstört, die 1946 wiederhergestellt werden konnten. 1956 wurde das Kino vom Architekten de Born umgebaut, 1973 endete die Nutzung als Kino, und ein erneuter Umbau machte aus dem Gebäude einen Selbstbedienungsladen.

### Größtes Kino Europas

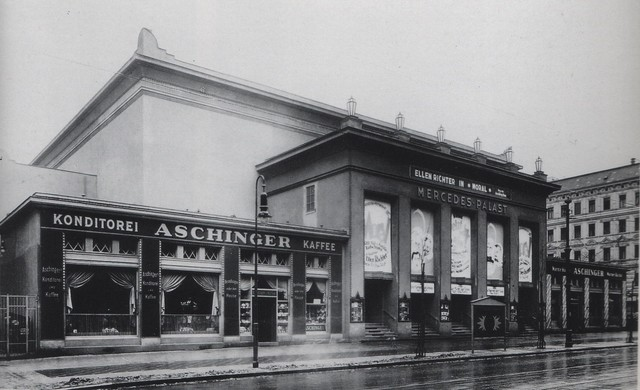
Mercedes-Palast, 1936

In den Jahren 1926 bis 1927 entstand an der Hermannstraße 214 Ecke Rollbergstraße inmitten des Arbeiterbezirks Neukölln unter der Leitung des Architekten Fritz Wilms mit dem Mercedes-Palast das seinerzeit größte Filmtheater Europas. Bis zu diesem Zeitpunkt befand sich dort der geräumige Biergarten der Kindl-Brauerei, der vor allem zur Jahrhundertwende überregional bekannt war. Fritz Wilms hatte sich in Berlin durch eine Reihe weiterer Theaterbauten einen Namen gemacht, insbesondere durch das Piccadilly in Charlottenburg. Seine Bauten waren wenig strukturierte, klare Blockbauten. Beim Mercedes-Palast verzichtete er erstmals auf allzu expressionistische Details, wie man sie von anderen seiner Bauwerke kannte. Ob dieser Trend dem Geschmack der Zeit oder den zur Verfügung stehenden Geldern geschuldet war, lässt sich nicht mehr nachvollziehen. Das Gebäude hat eine Baufläche von rund 3773 m², wobei die Vorderfront an der Hermannstraße eine Länge von etwa 50 m und die Seitenfläche an der Rollbergstraße von etwa 72,5 m aufweist. Beiderseits des hervorgezogenen Eingangsbereichs befanden sich Ladengeschäfte und oberhalb der vier Eingänge fünf Meter hohe Plakatwände, getrennt durch vierkantige Halbsäulen. Den oberen Abschluss bildete ein Gesims mit grünen Laternen.
Die Innenausstattung führte diese Schlichtheit nicht fort. Im großräumigen Foyer dominierten die Farben Gold, Silber, Blau und das Scharlachrot der Wände, der Fußboden bestand aus gelbbraunen Steinplatten aus Solnhofen. Der anschließende Vorführraum hatte eine kuppelförmige, blaugrüne Decke, die, von Strahlern oberhalb der Logenbekrönung azurblau angestrahlt, einen Abendhimmel imitieren sollte. Während der Vorführung wandelte sich die Wölbung durch kleine, beleuchtete Öffnungen in einen sternenübersäten Nachthimmel. Das Zentrum der Decke bildete eine sternförmiges Rosette aus buntem Kristallglas, die von innen beleuchtet und am Rand mit Blattgold verziert war. Nach hinten schloss sich durch eine halbrunde Projektionsfläche die Bühne mit einem Orchestergraben an. Der Raum stellte den Besuchern 2320 Parkett- und 180 Logenplätze zur Verfügung.
Zur musikalischen Illustration der noch stummen Filme wurde 1927 eine zweimanualige Oskalyd-Kinoorgel der Fa. Walcker, Luedke & Hammer aus Ludwigsburg im Mercedes-Palast installiert. Emil „Mile“ Sagawe (1895–1988) war ab 1950 der organist in residence. Noch 1951 spielte er, nachdem die Orgel nach seinen Wünschen durch den Orgelbaumeister Glöckner umgebaut worden war, darauf Schallplatten für die Fa. Odeon ein (Tonfilm-Erinnerungen, Potpourri I und II, Odeon O-28 081 [mx. Be 14 142/43-I] und Odeon O-28 082 [mx. Be 14 251/52]).
Die Deutsche Bauzeitung lobte in einem Bericht aus dem Jahr 1927 weniger die Ausstattung als vielmehr ein ganz anderes, nicht minder wichtiges Detail des Kinos:

„Jeder Platz kostet bei der ersten Vorstellung 0,60 M und bei den späteren Vorstellungen 1 M. Auf diese Weise ist der Mercedes-Palast im wahrsten Sinne des Wortes ein Volkstheater, da es der minderbemittelten Bevölkerung möglich ist, große Filme, die meist noch von kleinen Revuen begleitet sind, zu erschwinglichen Preisen zu sehen.“

Doch wurden diese Eintrittspreise für das Gros der Bevölkerung im Gefolge der 1929 einsetzenden Weltwirtschaftskrise schnell unerschwinglich: im Jahr 1930 wurde das Kino trotzdem aufgrund zu geringer Besucherzahlen erstmals geschlossen und diente in der Folgezeit als Festsaal für Veranstaltungen in Konkurrenz zu den benachbarten Kindl-Sälen. So fand hier etwa die Zwölfjahresfeier der Roten Fahne statt; ebenso gastierte der Kabarettist Leon Hirsch mit seinem Ensemble „Die Wespen“ im Mercedes-Saal. 1932 nahmen der Architekt Gustav Neustein und sein künstlerischer Mitarbeiter Bruno Meltendorf die ersten Umbauten vor. Während der nationalsozialistischen Zeit war das Kino die meiste Zeit geöffnet und war der Aufführungsort für eine Reihe von Filmpremieren wie etwa dem Film Der unendliche Weg von 1942 (Regie: Hans Schweikart). Nach 1943 kam es zu einer starken Beschädigung durch Fliegerbomben.
Die Wiederherstellung erfolgte in den Jahren 1948–1951, diesmal erneut unter der Leitung von Fritz Wilms. Bereits während der Bauphase fanden Vorstellungen statt, das dafür als Vorführraum unter dem Namen Metro-Palast genutzte Foyer bot immerhin noch Platz für 854 Zuschauer. Die Arbeiten gaben dem Vorführraum durch neue Wände eine trapezförmige Gestalt. Nach seiner Fertigstellung 1951 verfügte er im Parkett über 1426 und im Hochparkett noch einmal über 634 Plätze und nahm als Europa-Palast erneut den Filmbetrieb auf.
Im Jahr 1955 zog der Architekt de Born eine Zwischendecke in das Foyer ein – in der oberen Etage entstand das Kino Roxy mit 750 Plätzen. Weitere Umgestaltungen nahm 1966 Hans Joachim Woyke vor und 1969 ließ Woolworth das gesamte Gebäude zu einem Warenhaus umbauen, wobei vor allem die Fassade massive Veränderungen erfuhr. 1992 zog Woolworth in die benachbarten Kindl-Säle um und der ehemalige Mercedes-Palast musste dem Neubau des Kindl-Boulevards weichen.

### Schillerkiez, Warthekiez und Rollbergsiedlung

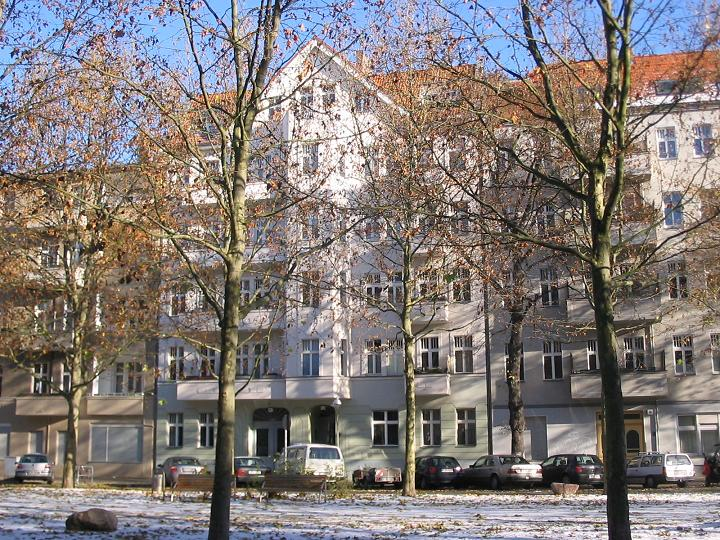
Schillerpromenade, Schillerkiez

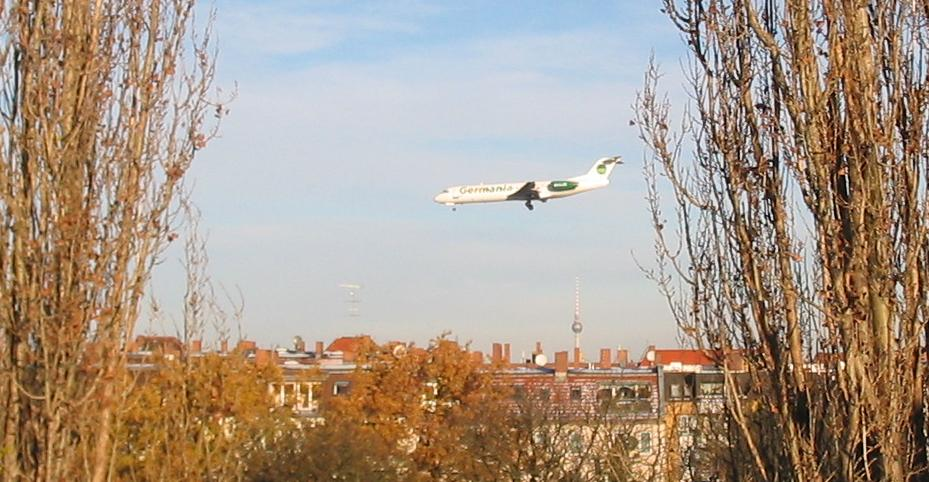
Einflugschneise, Blick über den St. Jacobi-Kirchhof

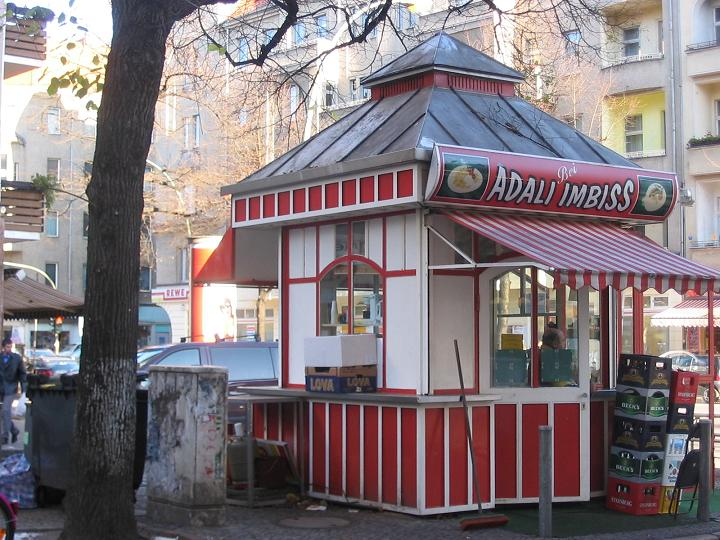
Hermann- Ecke Warthestraße

Das Viertel um die Schillerpromenade, das auf altem Ackerland entstand, war von der Stadt Rixdorf und ihrem Bürgermeister Hermann Boddin um 1900 als „Wohnquartier für Besserverdienende“ und als Gegenpol zu der Arbeitersiedlung auf den Rollbergen konzipiert, die bereits in den Jahrzehnten zuvor errichtet worden war. Mit seinen alten Bauten und dem nach wie vor großzügigen und begrünten Mittelstreifen der 50 m breiten Schillerpromenade steht das Viertel seit 1996 unter Ensembleschutz. Die Promenade führt vom Columbiadamm über den zentralen Herrfurthplatz mit der Genezarethkirche aus dem Jahr 1906 direkt auf das historische Gebäude der ehemaligen Ingenieurschule für Bauwesen zu und endet dort; das denkmalgeschützte Gebäude aus dem Jahr 1914 in der Leinestraße beherbergt die Carl-Legien-Oberschule. In den 1920er Jahren ergänzte Bruno Taut, der Architekt der Britzer Hufeisensiedlung, den Kiez um preiswerte Arbeiterwohnungen an der Oderstraße, die im Stil seiner sozialreformerischen, nicht-kommerziellen Konzepte gehalten waren.
Zählt schon der Schillerkiez in seiner Bevölkerungsstruktur Anfang der 2000er Jahre zu den eher benachteiligten Vierteln mit einem hohen Anteil an Sozialhilfeempfängern, ist im Warthekiez die strukturelle Arbeitslosigkeit und insbesondere die Langzeitarbeitslosigkeit besonders ausgeprägt. Die sozial-räumliche Polarisierung ist in beiden Vierteln dem Verlust der altindustriellen Arbeitsstätten sowie der unmittelbaren Nachbarschaft zum Flughafen Tempelhof geschuldet, dessen Lärmbelästigung das Mietpreisniveau und in der Folge die Qualität der Wohnungen beträchtlich senkte. Erst seit etwa dem Jahre 2000 trat in diesem Bereich eine Erholung ein, die in der Verlagerung des Luftverkehrs zu den anderen damaligen Flughäfen in Tegel und Schönefeld begründet lag. Mit der Schließung des Flughafens am 30. Oktober 2008 fand diese benachteiligte Situation dann ihr Ende.
Durch Maßnahmen wie Quartiersmanagement, intensivierter Jugendarbeit, Modellprojekte zur Gewaltprävention oder Verbesserung der Freizeitangebote versucht der Bezirk Neukölln in Zusammenarbeit mit kirchlichen und freien Trägern gegenzusteuern. Investitionen wie in den Sportpark an der Oderstraße sollen das Viertel aufwerten, beispielsweise konnte im Herbst 2005 das mit erheblichen Mitteln restaurierte und erweiterte Eisstadion Neukölln wiedereröffnet werden. Da sich diesen westlich der Straße gelegenen Kiezen noch die östlich angrenzende Rollbergsiedlung zugesellt, die als ganz besonderer sozialer Brennpunkt gilt, ist resümierend festzustellen, dass die Hermannstraße einen besonders benachteiligten Teil Berlins durchläuft.

### Seiten- und Querstraßen (stadtauswärts gesehen)

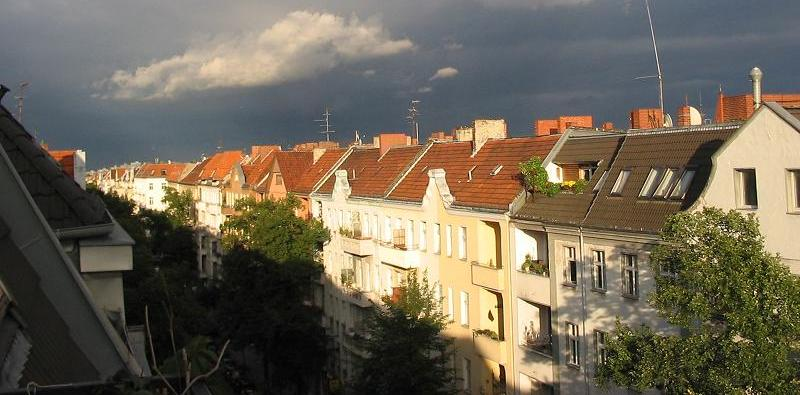
Häuser in der Emser Straße kurz vor einem Sommergewitter

- Hasenheide
- Karl-Marx-Straße
- Karlsgartenstraße
- Biebricher Straße
- Flughafenstraße
- Mahlower Straße
- Boddinstraße
- Selchower Straße
- Rollbergstraße
- Herrfurthstraße
- Werbellinstraße
- Briesestraße
- Kienitzer Straße
- Kopfstraße
- Allerstraße
- Leykestraße
- Okerstraße
- Leinestraße
- Thomasstraße
- Jonasstraße
- Warthestraße
- Schierker Straße
- Nogatstraße
- Emser Straße
- Siegfriedstraße
- Silbersteinstraße
- Kranoldstraße
- Mariendorfer Weg
- Delbrückstraße
- Glasower Straße
- Juliusstraße